# Campaña de Guadalcanal
La Campaña de Guadalcanal, también conocida como la Batalla de Guadalcanal y codificada por los aliados como Operación Watchtower, se desarrolló entre el 7 de agosto de 1942 y el 9 de febrero de 1943 alrededor de la isla de Guadalcanal en el marco del frente del Pacífico de la Segunda Guerra Mundial. Esta campaña militar fue la primera gran ofensiva lanzada por los Aliados contra las fuerzas del Imperio del Japón.
El 7 de agosto de 1942, fuerzas aliadas, principalmente estadounidenses, iniciaron desembarcos en las islas de Guadalcanal, Tulagi y Florida (Nggela Sule), en el sur de las islas Salomón. Su objetivo era impedir que dichas islas fueran utilizadas como bases desde las que se amenazaran las rutas de suministro entre los Estados Unidos, Australia y Nueva Zelanda. Los Aliados también buscaban utilizar Guadalcanal y Tulagi como bases que pudieran apoyar una campaña que les permitiera conquistar o neutralizar las principales bases japonesas en Rabaul, en la Nueva Bretaña.. Las fuerzas aliadas abrumaron y superaron en número a las de los defensores, quienes habían ocupado las islas en mayo de 1942, apoderándose de Tulagi y Florida, así como un aeródromo que estaba en construcción en Guadalcanal, renombrado posteriormente como «Campo Henderson».
Sorprendidos por la ofensiva Aliada, los japoneses hicieron varios intentos entre agosto y noviembre de 1942 para recuperar el Campo Henderson. Tres importantes batallas en tierra, cinco grandes batallas navales y combates aéreos casi diarios culminaron en la decisiva batalla naval de Guadalcanal de comienzos de noviembre de 1942, en donde falló un intento por parte de los japoneses de desembarcar tropas para capturar el Campo Henderson. En diciembre de 1942 los japoneses abandonaron los esfuerzos para retomar Guadalcanal y evacuaron las tropas restantes el 7 de febrero de 1943.
La campaña de Guadalcanal fue la primera victoria estratégicamente importante de las fuerzas combinadas de los Aliados en el teatro del Pacífico. Por esta razón, se la califica frecuentemente de «punto de inflexión» en el frente del Pacífico. La campaña marcó el comienzo de la transición de los Aliados de las operaciones defensivas a la ofensiva estratégica, mientras que Japón se vio forzado a abandonar la ofensiva y a adoptar estrategias defensivas.

## Situación

Control japonés del área oriental del Pacífico entre mayo y agosto de 1942. Guadalcanal se encuentra en la esquina inferior derecha del mapa.

El 7 de diciembre de 1941 fuerzas japonesas atacaron la Flota del Pacífico de los Estados Unidos que se encontraba en Pearl Harbor, Hawái. El ataque inmovilizó la mayor parte de los acorazados de la flota, además de que hizo formal el estado de guerra entre ambos países. Las metas iniciales de los mandatarios japoneses eran neutralizar la flota estadounidense, controlar territorios que contaran con abundantes recursos naturales, así como establecer bases militares en posiciones estratégicas que defendieran el Imperio del Japón en el Pacífico y Asia. Para asegurar dichos objetivos, los japoneses conquistaron Filipinas, Malasia, Singapur, las Indias Orientales Neerlandesas, la isla Wake, las islas Gilbert, Nueva Bretaña y Guam. En la lucha contra Japón se encontraron también los países Aliados, muchos de los cuales fueron atacados por Japón, incluyendo el Reino Unido, Australia y los Países Bajos.
Dos intentos por parte de los japoneses de mantener la iniciativa estratégica y extender el perímetro defensivo en la parte sur y centro del Pacífico fueron contrarrestados en las batallas navales del Mar de Coral y Midway respectivamente. La batalla de Midway no solo fue la primera victoria importante de los Aliados en contra de la Armada Imperial Japonesa, sino que además redujo significativamente la capacidad ofensiva de los portaaviones japoneses. En este punto de la guerra los Aliados habían actuado a la defensiva en el Pacífico, pero estas victorias estratégicas les dieron la oportunidad de ganarle la iniciativa a Japón.
Los Aliados escogieron las islas Salomón (un protectorado del Reino Unido), específicamente las islas al norte de Guadalcanal, Tulagi y Florida, como primer objetivo. La Armada Imperial Japonesa había ocupado Tulagi en mayo de 1942 y había construido una base aeronaval en ella. La preocupación creció dentro del mando de los Aliados cuando a principios de julio de ese mismo año la flota japonesa comenzó a construir un gran aeródromo en Punta Lunga, situada junto a la costa norte de Guadalcanal. Para agosto los japoneses contaban con novecientos barcos en Tulagi y las islas cercanas y dos mil ochocientos hombres (de los cuales dos mil doscientos eran especialistas en construcción coreanos y japoneses) en Guadalcanal. Estas bases, en caso de completarse, protegerían la base principal en Rabaul, amenazarían las líneas de suministro y comunicación de los Aliados y servirían como núcleos de la prevista ofensiva Operación FS, que tenía como objetivo Fiyi, Nueva Caledonia y Samoa. Los japoneses planeaban enviar cuarenta y cinco cazas y sesenta bombarderos a Guadalcanal una vez que el aeródromo estuviera concluido, aeronaves que darían apoyo aéreo a las fuerzas navales que operasen en el sur del Pacífico.
El plan de los Aliados para invadir las islas Salomón fue concebido por el almirante Ernest King, comandante en jefe de la flota estadounidense, quien propuso que se imposibilitara su uso a los japoneses para así evitar que estos las empleasen para amenazar las rutas de suministro entre Estados Unidos y Australia. Con el consentimiento tácito de Roosevelt, King también promovía una invasión a Guadalcanal. Cuando el general George C. Marshall se opuso a esta línea de acción y cuestionó quién mandaría la operación, King aseguró que los infantes de marina y la Armada podían llevar a cabo la operación y ordenó al almirante Chester Nimitz que comenzara los preparativos. El plan de King fue aceptado, por lo que la invasión contó con el apoyo de los jefes del Estado Mayor.
La campaña en Guadalcanal se desarrollaría en conjunto con una ofensiva aliada en Nueva Guinea, mandada por Douglas MacArthur y cuyo objetivo era apoderarse de las islas del Almirantazgo y el archipiélago de Bismarck, incluyendo la base japonesa en Rabaul, para después proceder a la reconquista de Filipinas. El Estado Mayor Conjunto de los Estados Unidos creó el teatro del Pacífico Sur; el mando de la ofensiva en las Salomón correspondió al vicealmirante Robert L. Ghormley, que lo asumió el 19 de junio de 1942. El almirante Chester Nimitz, cuyo Estado Mayor estaba en Pearl Harbor, fue designado comandante en jefe de las fuerzas del Pacífico.

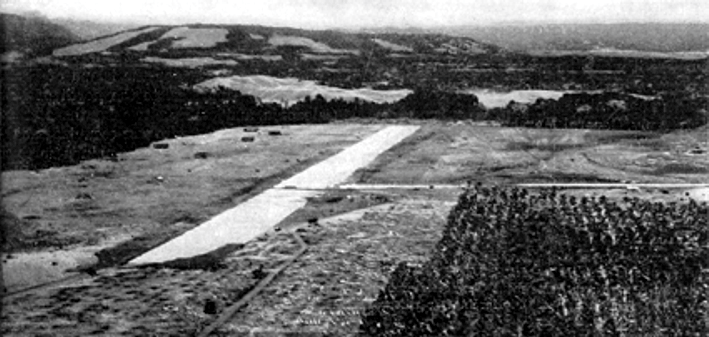
El aeródromo de Punta Lunga, Guadalcanal, en construcción por parte de trabajadores coreanos y japoneses en julio de 1942.

Preparándose para la próxima ofensiva de mayo de 1942, el general de división de los infantes de marina Alexander Vandegrift recibió la instrucción de trasladar a la 1.ª División a Nueva Zelanda. Otras unidades terrestres, marítimas y aéreas fueron enviadas a Fiyi, Samoa, Nuevas Hébridas y Nueva Caledonia para establecer bases. La isla de Espíritu Santo y las Nuevas Hébridas fueron escogidas como centro de operaciones y base principal de la campaña, que recibió el nombre de «Operación Watchtower», y cuyo comienzo se fijó  para el 7 de agosto de ese año. Inicialmente la ofensiva solo incluía Tulagi y las islas Santa Cruz y no Guadalcanal, aunque después de que el servicio de reconocimiento de los Aliados descubriese la construcción de un aeródromo en esta última isla, se decidió conquistarla en vez de Santa Cruz.
Aunque los japoneses estaban al tanto de que el enemigo proyectaba una gran operación en el sur del Pacífico, concluyeron que intentaría reforzar Australia y quizá Port Moresby, en Nueva Guinea.
Los efectivos de la operación Watchtower, setenta y cinco buques de guerra y de transporte (incluyendo embarcaciones tanto de los Estados Unidos y Australia), se reunieron cerca de Fiyi el 26 de julio, donde llevaron a cabo un desembarco simulado antes de partir hacia Guadalcanal el 31 de julio. El jefe de la fuerza expedicionaria era el vicealmirante Frank Fletcher (cuyo buque insignia era el portaaviones USS Saratoga). El contraalmirante Richmond K. Turner mandaba las fuerzas anfibias y Vandegrift tenía a sus órdenes a los dieciséis mil soldados de infantería designados para participar en el desembarco.

## Desembarcos

Rutas de las fuerzas anfibias de los Aliados durante los desembarcos en Guadalcanal y Tulagi del 7 de agosto de 1942.

El mal tiempo permitió a las fuerzas expedicionarias aliadas llegar a las cercanías de Guadalcanal la mañana del 7 de agosto sin ser vistos por los japoneses. Las tropas de desembarco se dividieron en dos: el primer grupo asaltó Guadalcanal, mientras que el segundo grupo arribó a Tulagi, Florida y las islas cercanas. Los barcos de guerra de los Aliados bombardearon las playas mientras que aeronaves atacaron las posiciones japonesas que se encontraban en las islas, además destruyeron quince hidroaviones que se encontraban en su base cerca de Tulagi.
Tres mil infantes de marina estadounidenses asaltaron Tulagi y dos pequeñas islas cercanas, Gavutu y Tanambogo. El personal de la Armada Imperial Japonesa, a cargo de la base naval y de los hidroaviones, resistió ferozmente la acometida. Pese a ello, los infantes ocuparon las tres islas, si bien tras arduos combates: Tulagi el 8 de agosto y Gavutu y Tanambogo, el 9. Perecieron casi todos los defensores japoneses; los infantes tuvieron ciento veintidós muertos.
En contraste con Tulagi, Gavutu y Tanambogo, los desembarcos en Guadalcanal encontraron mucha menos resistencia. A las 09:10 del 7 de agosto, Vandergrift y once mil infantes de marina arribaron a la costa norte de Guadalcanal, entre Punta Koli y Punta Lunga. Avanzaron a través de Punta Lunga y no encontraron resistencia (aunque si padecieron una recia lluvia tropical); se detuvieron para pasar la noche a unos 910 metros del aeródromo de Punta Lunga. Al día siguiente, los infantes de marina avanzaron por todo el río Lunga y alrededor de las 16:00 se adueñaron del aeródromo sin que el enemigo intentase impedirlo. Las unidades navales de construcción, así como las tropas de combate que estaban bajo el mando del capitán Kanae Monzen habían huido debido al bombardeo de los barcos de guerra y aviones, abandonando el área y dejando comida, suministros, equipo de construcción, vehículos, así como trece muertos, y se refugiaron a 4,8 kilómetros al oeste del río Matanikau y en la zona de Punta Cruz.

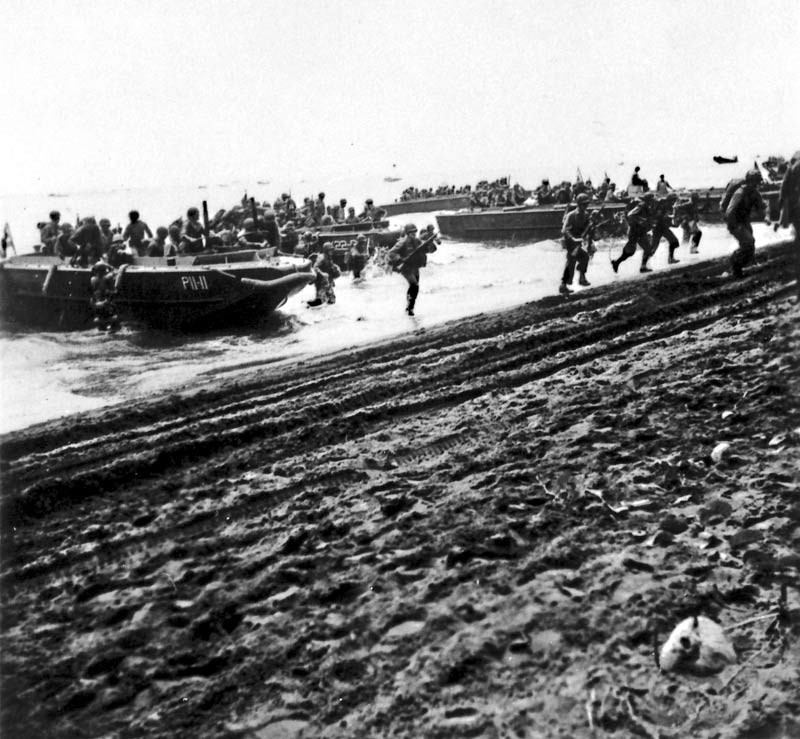
Infantes de marina estadounidenses llegan a la orilla de Guadalcanal el 7 de agosto de 1942.

Durante las operaciones de desembarco del 7 y 8 de agosto, aeronaves japonesas pertenecientes a la Armada y estacionadas en Rabaul, bajo el mando de Sadayoshi Yamada, atacaron a las fuerzas anfibias en varias ocasiones, incendiando el barco de transporte George F. Elliot (que se hundió un par de días después) y dañando gravemente el destructor USS Jarvis. Esos mismos días los japoneses perdieron 36 aeronaves contra 19 de los estadounidenses, incluyendo 14 tripulantes de portaaviones.
Preocupado por la pérdidas de aeronaves y por lo tanto de su fuerza de ataque, así como la amenaza que supondrían más ataques aéreos japoneses y la cantidad de combustible disponible para las naves, Fletcher decidió retirarse del área de las Salomón la tarde del 8 de agosto, aun cuando menos de la mitad de los suministros y equipo pesado que requerían las tropas en tierra habían sido desembarcados. Turner planeaba desembarcar la mayor cantidad de suministros que se pudiera durante la noche, para luego salir con sus barcos durante la mañana siguiente, 9 de agosto.
Esa noche, mientras los transportes eran descargados, dos grupos de destructores bajo el mando del Contraalmirante británico Victor Crutchley fueron sorprendidos y derrotados por una fuerza de siete cruceros y un destructor japonés pertenecientes a la 8.ª Flota con base en Rabaul y Kavieng y comandados por el Vicealmirante Gun'ichi Mikawa. Un crucero australiano así como otros tres estadounidenses fueron hundidos, además de que otro crucero y otros dos destructores resultaron dañados durante la batalla de la isla de Savo. Los japoneses sufrieron daños moderados en un crucero. Mikawa, quien desconocía que Fletcher se retiraba con sus portaaviones, inmediatamente se retiró a Rabaul sin intentar atacar las desprotegidas naves, ya que estaba preocupado por los ataques diurnos de los portaaviones si permanecía en la zona. Turner se retiró con todas las fuerzas navales restantes por la tarde del 9 de agosto, dejando a los Marines en tierra con poco equipo pesado, provisiones y con tropas aún en los barcos de transporte. Sin embargo, la decisión de Mikawa de no atacar los barcos de transporte Aliados cuando tuvo la oportunidad fue a la larga un error estratégico crucial.

## Historia

### Operaciones iniciales

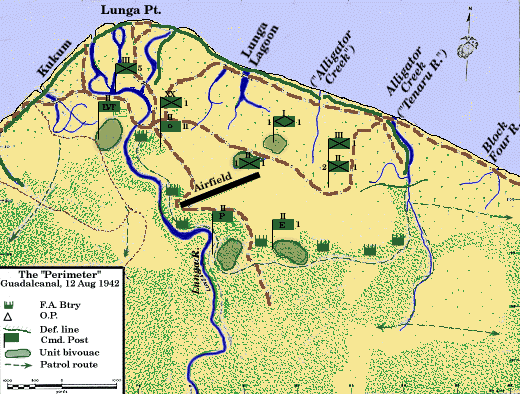
Defensas iniciales alrededor del aeródromo en Punta Lunga, Guadalcanal, el 12 de agosto de 1942.

Los once mil infantes de marina destacados en Guadalcanal se concentraron inicialmente en formar un perímetro defensivo alrededor de Punta Lunga y el aeródromo, en trasladar hasta él los suministros desembarcados y en finalizar la construcción del aeródromo. En cuatro días de intenso esfuerzo, los abastatos fueron llevados desde la playa hasta distintos depósitos dentro del perímetro. El trabajo para concluir el aeródromo comenzó inmediatamente, principalmente mediante el uso del equipo que los Aliados habían arrebatado a los japoneses. El 12 de agosto se bautizó al aeródromo con el nombre de Campo Henderson, en honor al piloto Lofton R. Henderson, que había muerto durante la batalla de Midway; el 18 de agosto ya estaba operativo. Durante el asalto se habían desembarcado víveres para cinco días, pero, gracias a las provisiones capturadas a los japoneses, los infantes contaban con suficiente alimento para catorce días. Con el objetivo de conservar las provisiones, las tropas se vieron limitadas a dos comidas por día. Al poco de desembarcar, la disentería comenzó aquejar a las tropas aliadas, que sufrían uno de cada cinco soldados para mediados de agosto. A pesar de que algunos de los trabajadores coreanos se rindieron a los estadounidenses, la mayoría del personal restante de los japoneses se reunió al este del perímetro de Lunga, en la ribera oeste del río Matanikau, alimentándose básicamente de cocos. Otro puesto naval japonés se encontraba en Punta Taivu, alrededor de treinta y cinco kilómetros al este del perímetro de Lunga. El 8 de agosto, un destructor japonés proveniente de Rabaul arribó con 113 elementos para reforzar la posición en el Matanikau.
Durante la tarde del 12 de agosto, una patrulla de infantes de marina compuesta por 25 soldados (casi todos ellos personal de espionaje) y mandada por Frank Goettge desembarcó al oeste del perímetro de Lunga, entre Punta Cruz y el río Matanikau, en una misión de reconocimiento con el objetivo secundario de contactar con un grupo de japoneses que los estadounidenses creían dispuestos a rendirse. Poco después de que las tropas bajasen del bote en que viajaban, un pelotón japonés las atacó y casi las aniquiló. En respuesta, el 19 de agosto Vandergrift envió tres compañías del 5.º Regimiento de Infantería de Marina para acometer al enemigo que se encontraban al oeste del Matanikau. Una compañía atacó por el banco de arena en la desembocadura del río, mientras que otra avanzó mil metros tierra adentro, donde arremetió contra los japoneses que se encontraban en el poblado Matanikau. La tercera compañía desembarcó más al oeste y asaltó el poblado de Kokumbuna. Después de ocupar brevemente los dos poblados, las tres compañías regresaron al perímetro; perdieron cuatro hombres mientras que en el bando japonés se contabilizaron sesenta y cinco bajas. Esta acción, denominada en ocasiones «primera batalla del Matanikau», fue la primera de las varias acciones a lo largo del Matanikau que se disputaron durante la campaña.
El 20 de agosto, el portaaviones de escolta USS Long Island arribó con dos escuadrones de aeronaves destinadas al Campo Henderson, un escuadrón de 19 cazas Grumman F4F Wildcat y un escuadrón de 12 bombarderos SBD Dauntless. Los aviones estacionados en el Campo Henderson fueron conocidos como «Cactus Air Force» (CAF) por el código aliado utilizado para referirse a Guadalcanal. Los pilotos entraron en acción al día siguiente, bombardeando casi diariamente las posiciones japonesas. El 22 de agosto cinco P-39 Airacobra estadounidenses y sus respectivos pilotos llegaron al Campo Henderson.

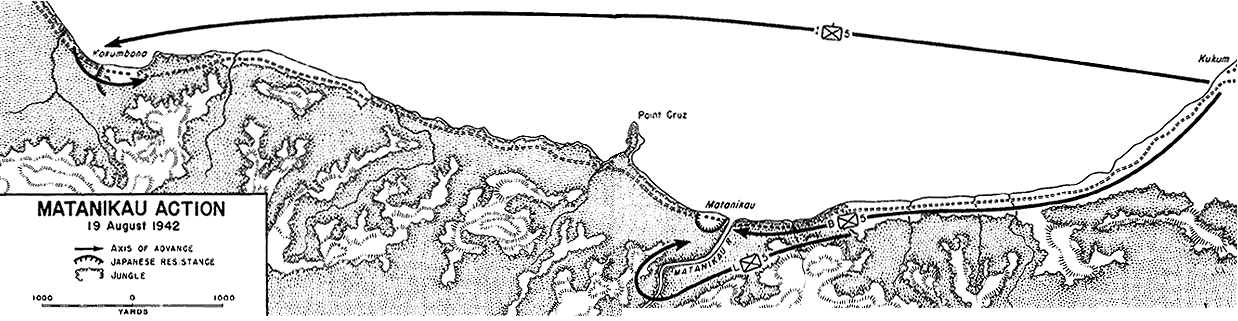
Ataques de los Marines al oeste del río Matanikau el 19 de agosto.

### Batalla de Tenaru

Soldados japoneses muertos en el banco de arena de Alligator Creek, Guadalcanal, después de la Batalla de Tenaru.

En respuesta a los desembarcos Aliados en Guadalcanal, el Cuartel General Imperial asignó al 17.º Ejército, el cual estaba al mando del Teniente General Harukichi Hyakutake, la tarea de reconquistar Guadalcanal. Las tropas iban a recibir el apoyo de unidades navales, incluyendo la Flota Combinada al mando de Isoroku Yamamoto, del cuartel general en Truk.
El 17.º Ejército había estado hasta el momento involucrado en la campaña de Nueva Guinea y tenía pocas unidades disponibles. De estas, la 35.ª Brigada de Infantería bajo el mando del Mayor General Kiyotake Kawaguchi se encontraba en Palau, el 4.º Regimiento de Infantería se encontraba en Filipinas y el 28.º Regimiento de Infantería, al mando del Coronel Kiyonao Ichiki, se encontraba a bordo de barcos de transporte en Guam. Las distintas unidades comenzaron a moverse hacia Guadalcanal vía Truk y Rabaul inmediatamente, pero el regimiento de Ichiki, que se encontraba más cerca, llegó primero al área. Una unidad de Ichiki, integrada por 917 soldados, desembarcó de los destructores en Punta Taivu, al este del perímetro de Lunga, el 19 de agosto.
Subestimando la fuerza de las tropas aliadas en Guadalcanal, la unidad de Ichiki realizó un ataque nocturno frontal contra los Marines ubicados en Alligator Creek (también conocido como río Ilu) en el lado este del perímetro de Lunga durante las primeras horas de la mañana del 21 de agosto. El asalto de las tropas de Ichiki fue contenido por los norteamericanos y se contabilizaron muchas bajas, en lo que se conoció como la batalla de Tenaru. Los Marines contraatacaron posteriormente las posiciones japonesas, donde fallecieron más soldados, incluyendo a Ichiki, quien se suicidó. En total, de los 917 miembros originales del regimiento de Ichiki, sólo 128 sobrevivieron al combate. Los supervivientes regresaron a Punta Taivu, notificando al cuartel general del 17.º Ejército de la derrota y esperaron refuerzos y órdenes desde Rabaul.

### Batalla de las Salomón Orientales

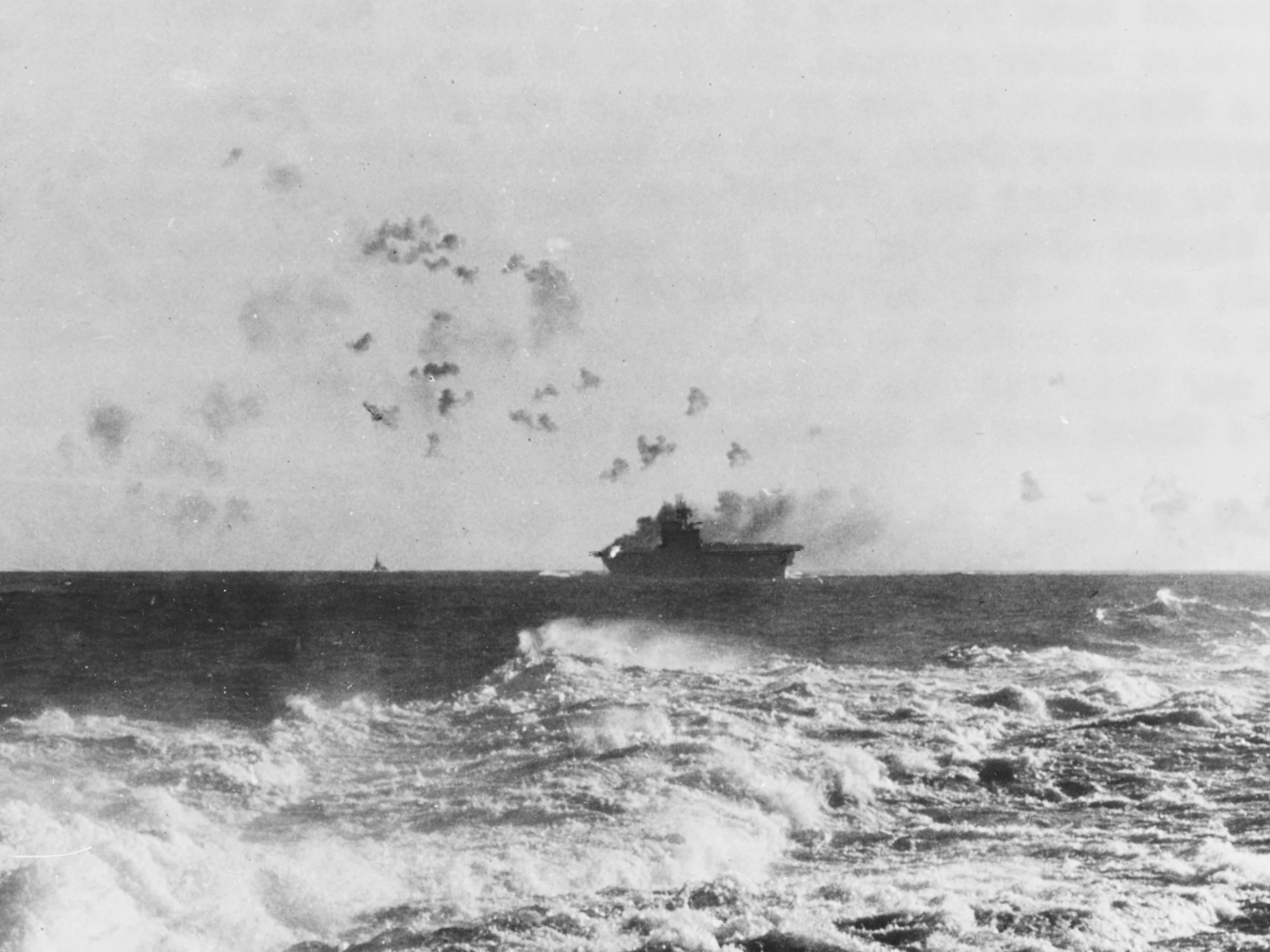
El portaaviones bajo ataque aéreo durante la Batalla de las Salomón Orientales.

Mientras la batalla de Tenaru estaba terminando, más refuerzos japoneses estaban ya en camino. El 16 de agosto tres transportes salieron de Truk con los 1.400 soldados restantes del regimiento de infantería de Ichiko, además de 500 marines más pertenecientes a la 5.ª Fuerza Especial Naval de Desembarco Yokosuka. Custodiando los transportes se encontraban trece barcos de guerra comandados por el Contraalmirante Raizo Tanaka, quien planeaba desembarcar las tropas en Guadalcanal el 24 de agosto. Para cubrir el descenso de las tropas, así como proveer apoyo al intento de retomar el Campo Henderson, Yamamoto ordenó que Chuichi Nagumo se dirigiera con la fuerza de portaaviones desde Truk el 21 de agosto rumbo a las islas sureñas de las Salomón. La fuerza de Nagumo incluía tres portaaviones (el Ryūjō, el Shōkaku y el Zuikaku) así como otros 30 barcos de guerra.
Simultáneamente tres portaaviones al mando de Fletcher (el USS Saratoga, el USS Enterprise y el USS Wasp) se acercaron a Guadalcanal para contrarrestar los esfuerzos ofensivos de los japoneses. Durante el 24 y 25 de agosto las dos fuerzas de portaaviones se enfrentaron durante la batalla de las Salomón Orientales, que dio como resultado que ambas flotas se retiraran del área después de recibir daño. Los japoneses perdieron además al Ryūjō. El convoy de Tanaka, después de recibir daño severo luego de un ataque aéreo por parte de aeronaves provenientes del Campo Henderson así como el hundimiento de uno de sus barcos de transporte, se vio forzado a retirarse hacia las islas Shortland en las Salomón del norte para transferir las tropas supervivientes a destructores que más tarde los devolverían a Guadalcanal.

### Batallas aéreas sobre el Campo Henderson

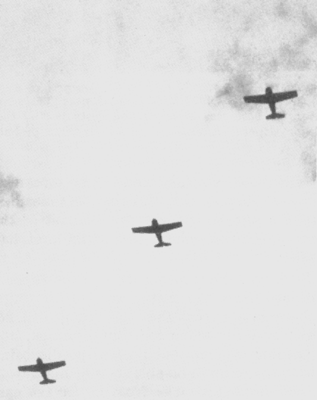
Aviones F4F Wildcat despegan del Campo Henderson para atacar a las aeronaves japonesas que arriban al lugar durante finales de agosto o principios de septiembre de 1942.

Durante agosto, un pequeño número de aeronaves y tripulantes estadounidenses arribaron a Guadalcanal. Para finales de ese mes, 64 aviones de varios tipos se encontraban estacionados en el Campo Henderson. El 3 de septiembre el comandante del Primer Cuerpo de Aeronaves, Brigadier General Roy S. Geiger, arribó con su personal y tomó el control de las operaciones del aeródromo. Batallas aéreas entre aeronaves aliadas del aeródromo y bombarderos y cazas japoneses procedentes de Rabaul tuvieron lugar casi diariamente. Entre el 26 de agosto y el 5 de septiembre, los estadounidenses perdieron aproximadamente 15 aeronaves, mientras que los japoneses perdieron cerca de 19. Más de la mitad de los tripulantes de las aeronaves estadounidenses caídas fueron rescatados, mientras que la mayoría de los tripulantes japoneses perecieron. Las ocho horas de vuelo desde Rabaul hasta Guadalcanal (alrededor de 1800 kilómetros de distancia) supuso un serio obstáculo para que los japoneses pudieran establecer la superioridad en los combates aéreos sobre el Campo Henderson. Los vigías australianos, conocidos como Coastwatchers, de Bougainville y Nueva Georgia generalmente enviaban avisos a las fuerzas aliadas en Guadalcanal sobre los posibles ataques japoneses, permitiendo a los combatientes estadounidenses despegar y tomar posiciones para atacar los aviones y bombarderos japoneses que se acercaban a la isla. Por tanto, las fuerzas aéreas japonesas estaban perdiendo la guerra de agotamiento en los cielos sobre Guadalcanal.
Durante este tiempo Vandergrift continuó con esfuerzos frontales para fortalecer y mejorar las defensas del perímetro de Lunga. Entre el 21 de agosto y el 3 de septiembre reubicó tres batallones de marines desde Tulagi y Gavutu a Guadalcanal.
Estas unidades aumentaron en 1500 soldados las fuerzas de Vandergrift, que ya contabilizaban 11 000 elementos para defender el Campo Henderson. El Primer Batallón de Paracaidistas, el cual había sufrido severas bajas durante la batalla de Tulagi y Gavutu-Tanambogo en agosto, fue puesta bajo el mando de Edson. Otro batallón que fue reubicado fue el Primer Batallón del Quinto Regimiento de Marines, el cual desembarcó en botes al oeste del Matanikau, cerca del poblado de Kokumbuna, el 27 de agosto con la misión de atacar las unidades japonesas en el área, casi del mismo modo como ocurrió durante las primeras acciones del 19 de ese mes. En esta ocasión, sin embargo, los Marines vieron obstaculizada su misión debido a lo difícil del terreno, el ardiente sol, así como mejores defensas instaladas en el lugar. Al día siguiente los Marines descubrieron que los ocupantes japoneses se habían retirado durante la noche, por lo que regresaron al perímetro de Lunga en bote. Las bajas durante este enfrentamiento fueron de 20 japoneses muertos por 3 estadounidenses.
Pequeños convoyes navales llegaron a Guadalcanal el 23 y 29 de agosto, primero y 8 de septiembre para proveer a las tropas del lugar más comida, municiones, combustible para las aeronaves, además de que arribaron técnicos. El convoy del 1 de septiembre también contó con 392 ingenieros en construcción, los cuales darían mantenimiento y harían mejoras en el Campo Henderson.

### Tokyo Express

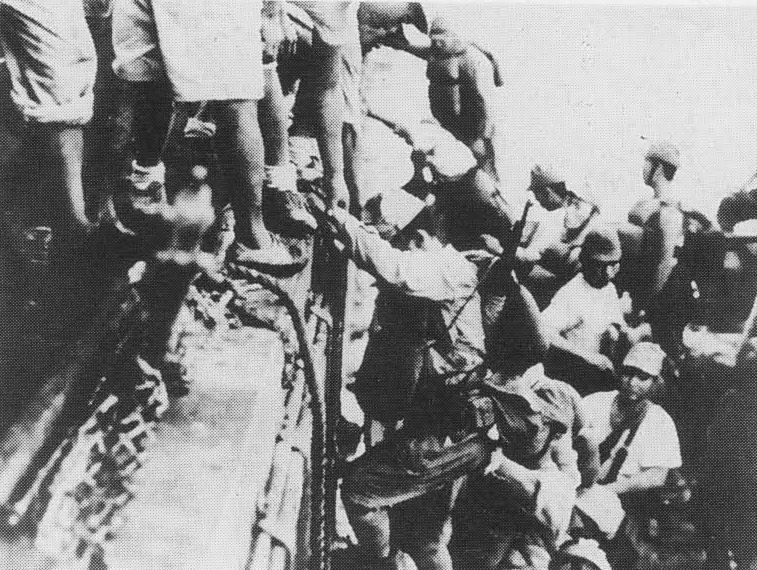
Tropas japonesas abordan un destructor del Tokyo Express, hacia Guadalcanal.

Para el 23 de agosto, la 35.ª Brigada de Infantería de Kawaguchi llegó a Truk y abordó lentos barcos de transporte para completar el viaje hacia Guadalcanal. El daño que recibió el convoy de Tanaka durante la batalla de las Salomón Orientales ocasionó que los japoneses reconsideraran intentar enviar más tropas a Guadalcanal mediante transportes lentos. En su lugar, los barcos que llevaban a los soldados de Kawaguchi fueron enviados a Rabaul. Desde ahí los japoneses planeaban enviar a los hombres de Kawaguchi a Guadalcanal mediante paradas de los destructores a través de la base naval ubicada en las islas Shortland. Los destructores japoneses generalmente eran capaces de dar vueltas alrededor del estrecho de Nueva Georgia hasta Guadalcanal y de regreso en una sola noche, minimizando la exposición a ataques aéreos aliados, lo que fue más tarde conocido como «Tokyo Express» por los Aliados y «transporte de ratas» por los japoneses. Llevar las tropas de esta forma, sin embargo, ocasionó que el equipo pesado, los suministros, la artillería pesada, los vehículos, así como gran parte de la comida y municiones no pudieran ser llevados a Guadalcanal con ellas. Además esta actividad ocupó a los destructores japoneses que tanto necesitaba la Armada. Ya fuera por falta de destreza o por falta de voluntad, los comandantes navales Aliados no quisieron enfrentarse a las fuerzas japonesas en la oscuridad, por lo que los japoneses dominaban los mares alrededor de las islas Salomón por las noches. Por otro lado, cualquier barco japonés que permaneciera dentro del alcance del Campo Henderson durante las horas de luz del día (alrededor de 320 kilómetros) quedaba expuesto al gran riesgo de recibir un ataque aéreo. Esta situación táctica prevalecería por varios meses durante la campaña.
Entre el 29 de agosto y el 4 de septiembre, varios portaaviones ligeros, destructores y lanchas patrulleras pudieron desembarcar a casi 5000 soldados en Punta Taivu, incluyendo la mayor parte de la 35.ª Brigada de Infantería, la mayor parte del 4.º Regimiento y el resto del regimiento de Ichiki. El General Kawaguchi, quien había desembarcado en Punta Taivu el 31 de agosto en un transporte express, fue puesto al mando de todas las fuerzas ubicadas en Guadalcanal. Un convoy de barcazas llevó a otros 1000 soldados de la brigada de Kawaguchi, bajo el mando del coronel Akinosuke Oka, a Kamimbo, al oeste del perímetro de Lunga.

### Batalla de Edson Ridge
El 7 de septiembre Kawaguchi planeó «guiar y aniquilar al enemigo en las proximidades del aeródromo de la isla de Guadalcanal». El plan de Kawaguchi contemplaba dividir sus fuerzas en tres divisiones para que estas se aproximaran al perímetro de Lunga tierra adentro, culminando con un ataque nocturno sorpresa. Las fuerzas de Oka atacarían el perímetro desde el oeste mientras que el Segundo Relevo de Ichiki, renombrado como Batallón Kuma, atacaría desde el este. El ataque principal provendría del Cuerpo Central de Kawaguchi, que contaba con 3000 soldados divididos en tres batallones, el cual provendría desde la jungla al sur del perímetro. Para el 7 de septiembre la mayor parte de las fuerzas de Kawaguchi habían salido de Taivu para marchar hacia la línea costera de Punta Lunga. Alrededor de 250 soldados permanecieron en el lugar con la finalidad de custodiar la base de suministros de la brigada.
Mientras tanto, exploradores nativos bajo la dirección de Martin Clemens, oficial de la Fuerza de Defensa del Protectorado de las islas Salomón y oficial británico de distrito para Guadalcanal, enviaron reportes a los marines de la ubicación de tropas japonesas en Taivu, cerca del poblado de Tasimboko. Edson planeó entonces un ataque a las tropas japonesas que se encontraban en Taivu. El 8 de septiembre, después de haber sido desembarcados de un bote cerca de Taivu, los hombres de Edson ocuparon Tasimboko, mientras que los defensores japoneses se replegaron hacia la jungla. En Tasimboko las tropas de Edson descubrieron el almacén principal de Kawaguchi, incluyendo grandes cantidades de comida, municiones, suministros médicos, así como un potente radio de onda corta. Después de destruir todo lo que se encontraba a la vista (a excepción de documentos y equipo que se llevaron con ellos), los Marines regresaron al perímetro. La cantidad de suministros junto con la inteligencia recopilada de los documentos capturados informaron que por lo menos 3000 soldados se encontraban en la isla aparentemente preparando un ataque.
Edson y el coronel Gerald Thomas, oficial de operaciones de Vandegrift, estaban en lo cierto al creer que el ataque japonés provendría de una cresta de corales estrecha y cubierta de pasto ubicada a 910 metros y paralela al río Lunga, justo al sur del Campo Henderson. La cresta, llamada Punta Lunga, ofrecía una vía natural para acercarse al aeródromo y casi no contaba con defensores en ese momento. El 11 de septiembre 840 hombres del batallón de Edson se ubicaron en y alrededor de la cresta.

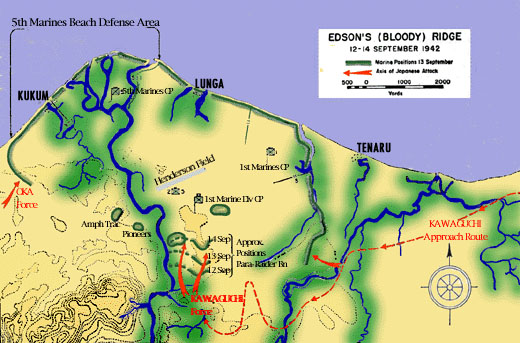
Mapa del perímetro de Lunga que muestra las rutas de aproximación de las fuerzas japonesas, así como la ubicación de los ataques durante la batalla. Los ataques de Oka se efectuaron por el oeste, el batallón de Kuma atacó por el este y el Cuerpo Central atacó Edson Ridge en la parte inferior del mapa.

La noche del 12 de septiembre, el Primer Batallón de Kawaguchi atacó a los Marines que se encontraban entre el río Lunga y la cresta, obligando a una compañía de Marines a replegarse hacia la cresta antes de que los japoneses detuvieran su ataque nocturno. La noche siguiente Kawaguchi se enfrentó a los 830 Marines de Edson con 3000 soldados de su brigada, además de que contaba con algo de artillería ligera. El ataque japonés comenzó justo después del anochecer. El Primer Batallón de Kawaguchi atacó el flanco derecho de Edson. Después de romper las filas de los Marines, el ataque fue detenido por las unidades que custodiaban la parte norte de la cresta.
Dos compañías del Segundo Batallón de Kawaguchi atacaron la orilla sur de la cresta y empujaron a las tropas de Edson hacia la Colina 123, en la parte central de la cresta. Durante la noche los Marines en esta posición, apoyados en artillería, resistieron embate tras embate los ataques frontales de los soldados japoneses, muchos de los cuales resultaron en combates cuerpo a cuerpo. Unidades japonesas que se habían infiltrado más allá de la cresta y hasta orillas del Campo Henderson también fueron repelidas. Ataques por parte del batallón Kuma, así como la unidad de Oka que se encontraba en otras ubicaciones en el perímetro de Lunga, también fueron derrotados. El 14 de septiembre Kawaguchi lideró a los sobrevivientes de su brigada en una marcha de cinco días hacia el valle del Matanikau, donde se reunieron con la unidad de Oka. En total, las fuerzas de Kawaguchi perdieron 805 soldados, mientras que en el bando de los Marines hubo 104 bajas.
El 15 de septiembre Hyakutake se enteró de la derrota de Kawaguchi y envió la noticia al Cuartel General Imperial en Japón. En una sesión de emergencia, altos mandos de la Armada y el Ejército Imperial concluyeron que «Guadalcanal podía desencadenar en una batalla decisiva dentro de la guerra». Los resultados de la batalla comenzaron a tener impacto en las operaciones japonesas en otras áreas del Pacífico. Hyakutake se dio cuenta además de que no podría enviar suficientes tropas y material para derrotar a las fuerzas aliadas estacionadas en Guadalcanal sin quitar apoyo en otros frentes como el de Nueva Guinea. Hyakutake, con la aprobación del Cuartel general, ordenó a las tropas que se encontraban en Nueva Guinea, que estaban ubicadas a 48 kilómetros de distancia de Port Moresby, que se retiraran hasta que el «asunto en Guadalcanal» estuviera resuelto. Además se preparó para enviar más tropas a Guadalcanal para intentar nuevamente recuperar el Campo Henderson.

### Refuerzos

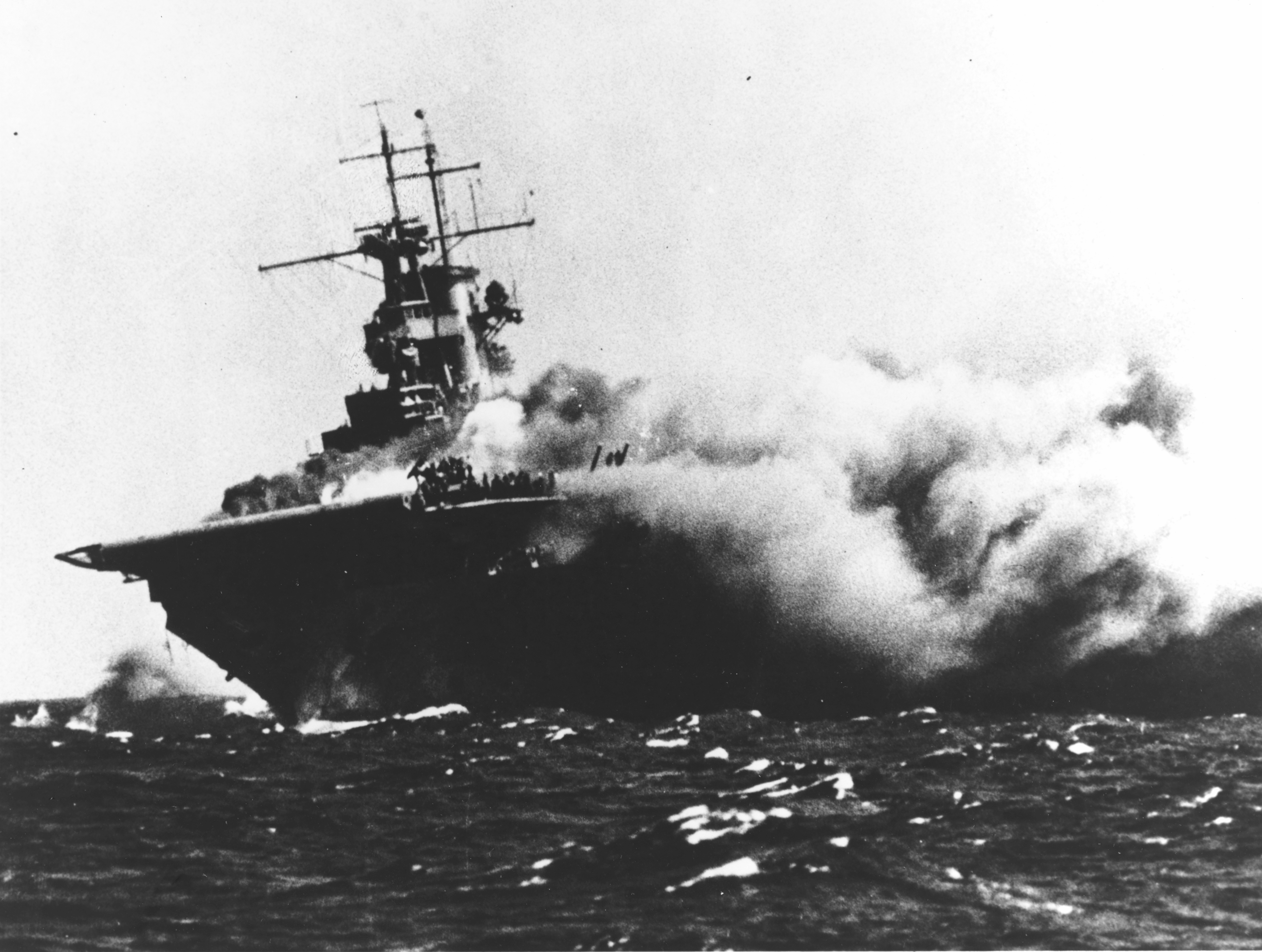
El portaaviones se incendia después de ser alcanzado por un torpedo lanzado desde un submarino japonés el 15 de septiembre.

Mientras que los japoneses se reagrupaban al oeste del Matanikau, las fuerzas estadounidenses se concentraron en apuntalar y fortalecer las defensas de Lunga. El 14 de septiembre, Vandergrift movió otro batallón, el Tercer Batallón del Segundo Regimiento de Marines de Tulagi a Guadalcanal. El 18 de ese mes, un convoy naval aliado desembarcó 4157 soldados de la Tercera Brigada Provisional de Marines y un batallón perteneciente al 11.º Regimiento de Infantería de Marina, así como 137 vehículos, tiendas de campaña, combustible para las aeronaves, municiones, raciones de comida y equipo de ingeniería en Guadalcanal. Estos refuerzos cruciales permitieron que Vandergrift comenzara el 19 de septiembre a establecer una línea continua de defensa alrededor del perímetro de Lunga. El portaaviones USS Wasp fue hundido por el submarino japonés I-19 al sureste de Guadalcanal al proteger el convoy con los refuerzos, dejando temporalmente solo en operación al portaaviones USS Hornet en el área del Pacífico Sur. Vandergrift también hizo algunos cambios en los mandos de sus unidades, transfiriendo fuera de la isla a varios oficiales que no cumplían con el rendimiento que él exigía y promoviendo a otros oficiales para que ocuparan sus lugares. Uno de ellos fue el recién ascendido coronel Merritt A. Edson, quien fue puesto al mando del 5.º Regimiento.
La batalla aérea sobre Guadalcanal tuvo una pausa entre el 14 y 27 de septiembre debido al mal tiempo, por lo que durante este tiempo ambos bandos reforzaron sus respectivas unidades aéreas. Los japoneses entregaron 85 cazas y bombarderos adicionales a las unidades de Rabaul, mientras que los estadounidenses llevaron 23 aeronaves más al Campo Henderson. Para el 20 de septiembre los japoneses contaban con 117 aeronaves en Rabaul, mientras que los aliados tenían 71 en el Campo Henderson. La guerra aérea se reanudó el 27 de septiembre.
Los japoneses inmediatamente comenzaron a preparar un nuevo intento por retomar el Campo Henderson. El 3.erBatallón y el 4.º Regimiento de Infantería habían arribado a la Bahía Kamimbo el 11 de septiembre, por lo que había sido demasiado tarde para apoyar el ataque de Kawaguchi. Para estos momentos el batallón se había ya reunido con las fuerzas de Oka cerca de Matanikau. Los destructores del Tokyo Express habían llevado alimentos y municiones, así como 280 elementos del Primer Batallón del Regimiento Aoba a Guadalcanal durante los días 14, 20, 21 y 24 de septiembre. Mientras tanto, las divisiones 2.º y 38.º de Infantería habían sido transportadas de las Indias Orientales Neerlandesas a Rabaul el 13 de septiembre. Los japoneses planeaban llevar a 17 500 soldados de estas dos divisiones a Guadalcanal para que tomaran parte del próximo ataque de gran escala a Lunga, programado para el 20 de octubre.

### Acciones a lo largo del Matanikau

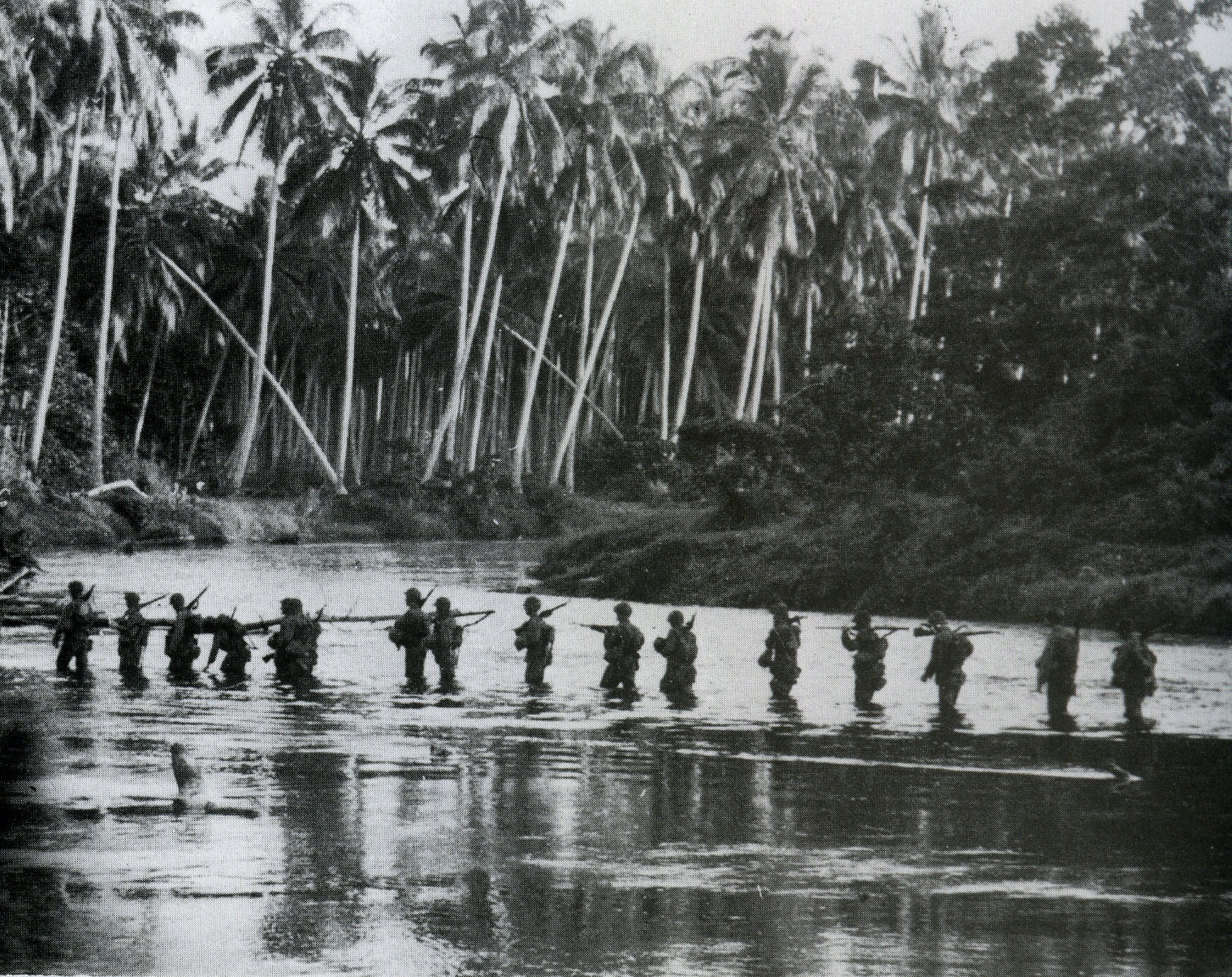
Una patrulla de marines cruza el río Matanikau en septiembre de 1942.

Vandergrift y su personal estaban al tanto de que las tropas de Kawaguchi se habían retirado al área oriental del Matanikau y que numerosos grupos de rezagados japoneses estaban aislados en el área entre el perímetro de Lunga y el río Matanikau, por lo que decidió llevar a cabo varias operaciones con pequeñas unidades a lo largo del valle del Matanikau. El propósito de estas acciones era terminar con los grupos que se encontraban aislados así como mantener al cuerpo central de los soldados japoneses fuera de balance para evitar que estos consolidaran su posición cerca de las defensas de Punta Lunga.
La primera operación e intento de atacar a los soldados japoneses al oeste del Matanikau por parte de los Marines tuvo lugar entre el 23 y 27 de septiembre, cuando soldados de tres batallones fueron repelidos por las tropas de Kawaguchi bajo el mando de Akinosuke Oka. Durante la acción tres compañías de Marines se vieron rodeados por soldados japoneses cerca de Punta Cruz, al oeste del Matanikau, por lo que sufrieron severas bajas y apenas pudieron escapar gracias al apoyo de un destructor estadounidense y naves de desembarco tripuladas por personal de la Guardia Costera.
Durante la segunda acción, entre el 6 y 9 de octubre, una fuerza mayor de Marines cruzaron exitosamente el río Matanikau, atacaron a los recién desembarcados soldados japoneses de la 2.ª División de Infantería, bajo el mando de los generales Masao Maruyama y Yumio Nasu, e infligieron graves bajas al 4.º Regimiento de Infantería. Esta segunda acción obligó a los japoneses a retirarse de sus posiciones al este del Matanikau y dificultó las preparaciones japonesas para el ataque planeado a las posiciones aliadas en Lunga.
Entre el 9 y 11 de octubre el 1.er Batallón del 2.º Regimiento de Marines atacó dos pequeños puestos japoneses ubicados a 48 kilómetros al este del perímetro de Lunga, en Gurabusu y Koilotumaria, cerca de la Bahía de Aola. Durante el ataque 35 soldados japoneses murieron, mientras que en el bando de los estadounidenses murieron 17 Marines y 3 miembros de la Armada.

### Batalla del Cabo Esperanza
Durante la última semana de septiembre y la primera de octubre, el Tokyo Express desembarcó tropas de la 2.ª División de Infantería en Guadalcanal. La Armada Imperial Japonesa prometió además apoyar al ejército en la ofensiva planeada no solo mediante el transporte de tropas, equipo y suministros a la isla, sino mediante ataques aéreos al Campo Henderson y además enviar buques de guerra para bombardearlo.

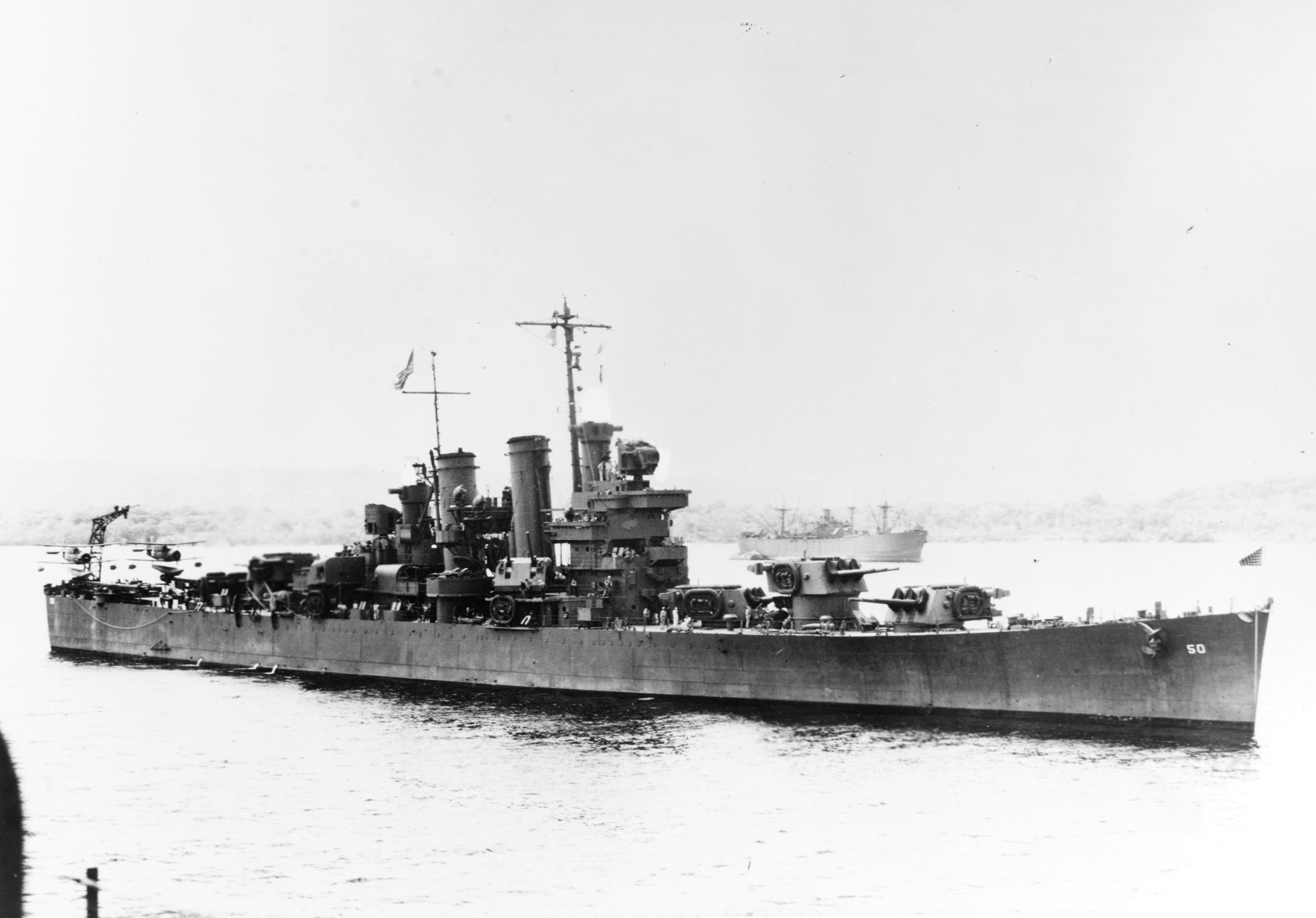
El crucero ligero, parte de la Task Force 64 bajo el mando de Norman Scott.

Mientras tanto, Millard Harmon, comandante de las fuerzas de la Armada de los Estados Unidos en el Pacífico Sur, convenció a Ghormley de que la fuerza de Marines en Guadalcanal necesitaba reforzarse inmediatamente si querían defender la isla exitosamente ante el próximo ataque japonés, por lo que el 8 de octubre 2837 soldados del 164.º Regimiento de Infantería de la 23.ª División estadounidense abordaron barcos en Nueva Caledonia para viajar a Guadalcanal con fecha de arribo probable del 13 de octubre. Para proteger los transportes, Ghormley ordenó que la Task Force 64 o (TF64), que consistía en cuatro cruceros y cinco destructores al mando del Contraalmirante Norman Scott, interceptara y combatiera los barcos japoneses que se acercaran a Guadalcanal, amenazando el arribo del convoy de transporte.
Personal de la 8.ª Flota de Mikawa programó un importante envío para la noche del 11 de octubre. Dos portahidroaviones y seis destructores trasladarían 728 soldados, además de artillería y municiones, a Guadalcanal. Al mismo tiempo, pero en una operación separada, tres cruceros pesados y dos destructores al mando del Contraalmirante Aritomo Gotō bombardearían el Campo Henderson con proyectiles explosivos especiales con el objetivo de destruir al CAF, así como las instalaciones del campo. Debido a que los barcos de la Armada de los Estados Unidos no habían intentado anteriormente interceptar las misiones del Tokyo Express a Guadalcanal, los japoneses no esperaban oposición alguna esa noche.
Justo antes de medianoche, los barcos de Scott detectaron en el radar la fuerza de Gotō cerca de la entrada al estrecho entre la isla de Savo y Guadalcanal. La flota de Scott se encontraba en posición para «cruzar la T» de la formación de Gotō. Al abrir fuego, los buques de Scott hundieron un crucero y un destructor japonés, además de que dañaron severamente otro crucero. Gotō resultó gravemente herido y el resto de la flota japonesa se vio obligada a abandonar la misión de bombardeo y retirarse. Durante el intercambio de disparos, uno de los destructores aliados fue hundido, mientras que otro destructor y un crucero fueron dañados severamente. Mientras tanto, el convoy de abastecimiento arribó exitosamente a Guadalcanal y comenzó su viaje de regreso sin ser descubierto por la fuerza de Scott. Más tarde, durante la mañana del 12 de octubre, cuatro destructores japoneses del convoy de abastecimiento regresaron a auxiliar la retirada de los barcos dañados de la flota japonesa. Ataques aéreos por parte de aviones del Campo Henderson hundieron dos de esos destructores ese mismo día. El convoy de la Armada de los Estados Unidos llegó a Guadalcanal al día siguiente como se había planeado, descargando exitosamente y desembarcando los hombres en la isla.

### Bombardeo del Campo Henderson
A pesar de la victoria de los Aliados durante la batalla de Cabo Esperanza, los japoneses prosiguieron con el plan y los preparativos para efectuar una gran ofensiva durante ese mes de octubre. Los japoneses decidieron arriesgarse y hacer un solo viaje, a diferencia de su modo habitual de utilizar barcos rápidos para transportar a sus hombres y material en la isla. El 13 de octubre, un convoy compuesto por seis barcos de carga con ocho destructores de exploración salió de las islas Shortland hacia Guadalcanal. El convoy transportaba 4500 soldados de los regimientos 16.º y 230.º, algunos Infantes de Marina, dos baterías de artillería pesada y una compañía de tanques.

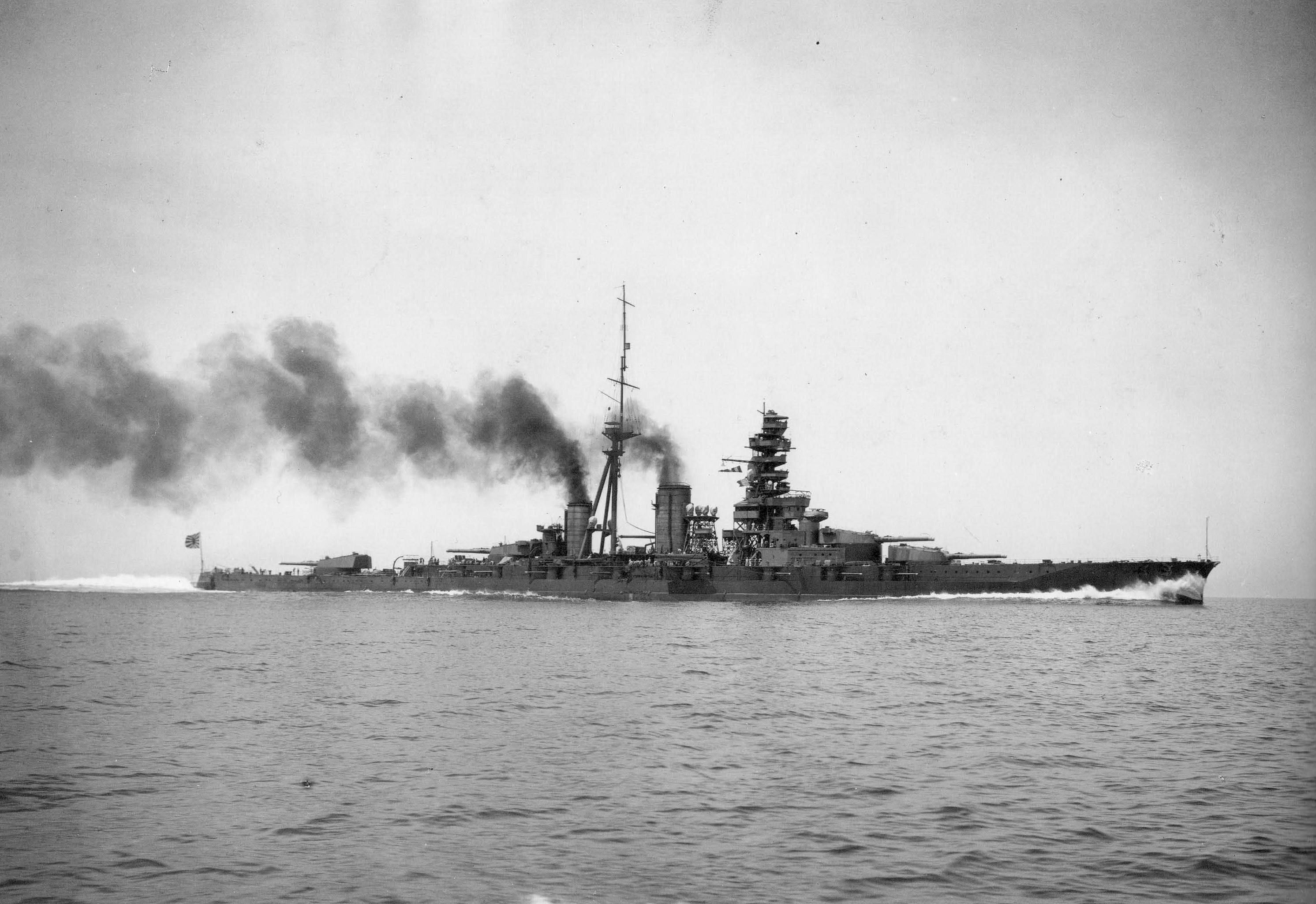
El acorazado japonés Haruna.

Para proteger al convoy del ataque de aeronaves, Yamamoto envió dos acorazados desde Truk para bombardear el Campo Henderson. A las 01:33 horas del 14 de octubre, los acorazados Kongō y Haruna, escoltados por un crucero ligero y nueve destructores, llegaron a Guadalcanal y abrieron fuego en contra del Campo Henderson desde una distancia de 16 000 metros. Durante la siguiente hora y veintitrés minutos los dos acorazados dispararon 973 proyectiles de catorce pulgadas (355 mm) hacia el perímetro de Lunga, muchos de las cuales cayeron en un área de 2200 metros cuadrados sobre el aeródromo. Gran parte de las municiones eran de fragmentación, específicamente diseñadas para destruir los objetivos en tierra. El bombardeo dañó severamente ambas pistas de aterrizaje, incendió casi todo el combustible disponible, destruyó 48 de los 90 aviones disponibles y mató a 41 hombres, incluyendo seis pilotos. La flota de acorazados regresó inmediatamente a Truk después del ataque.

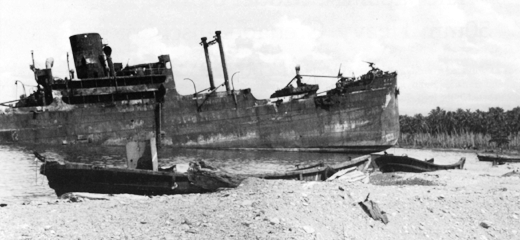
Un buque de carga japonés destruido en Tassafaronga por un ataque aéreo el 15 de octubre.

A pesar de los daños, el personal del Campo Henderson fue capaz de restaurar una de las pistas en pocas horas para volverla nuevamente operable. Siete SBD y 20 Wildcats ubicados en Espíritu Santo rápidamente volaron al Campo Henderson y barcos de transporte comenzaron a enviar combustible desde Espíritu Santo a Guadalcanal. Utilizando combustible que drenaron de los aviones destruidos así como de un alijo que se encontraba en una jungla cercana, los aviones restantes despegaron desde el aeródromo y atacaron el convoy en dos ocasiones durante el día 14, pero no lograron ocasionar ningún daño.
El convoy japonés llegó a Tassafaronga, en Guadalcanal, la medianoche del 14 de octubre y comenzó a descargar. Durante el día siguiente, una serie de aeronaves provenientes de Henderson bombardeó y ametralló al convoy, destruyendo tres de los buques de carga. El resto del convoy partió esa noche después de haber desembarcado a todas las tropas y las dos terceras partes de los suministros y equipo. Varios cruceros pesados también bombardearon el Campo Henderson durante las noches del 14 y 15 de octubre, destruyendo algunos aviones más, pero fallando en el objetivo de hacer más daño al campo de aviación.

### Batalla por el Campo Henderson

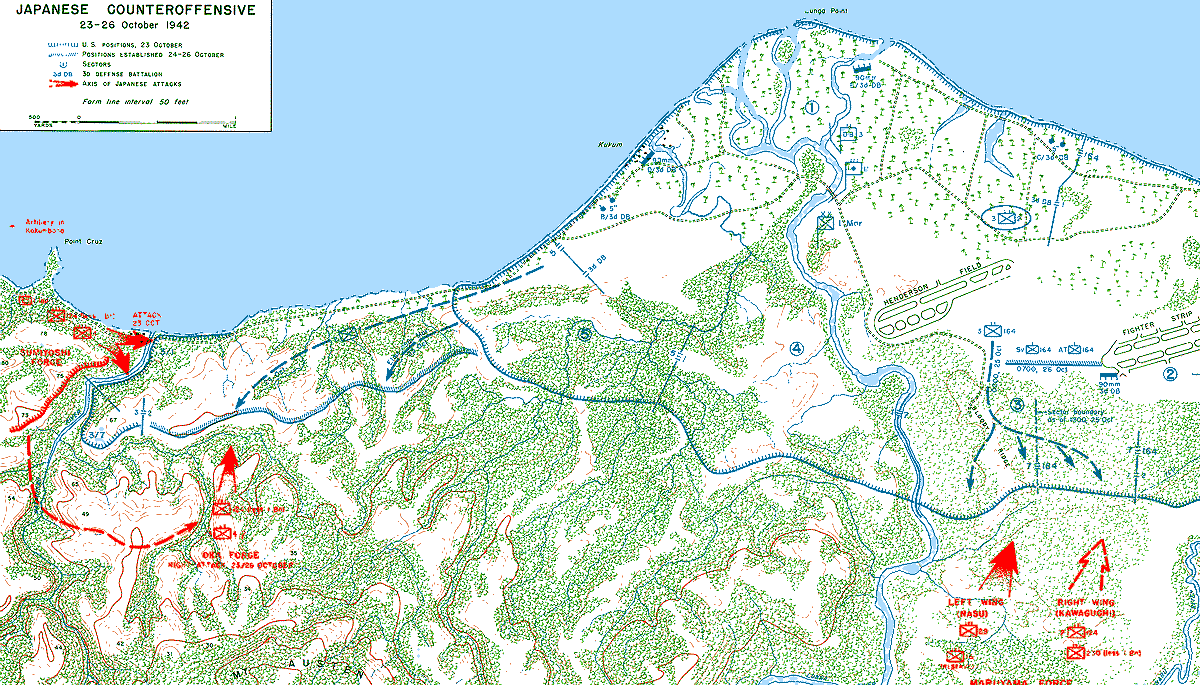
Mapa de la batalla desarrollada entre el 23 y 26 de octubre. Las fuerzas de Sumiyoshi atacaron al oeste del Matanikau, mientras que la 2^{a} División de Maruyama atacó el perímetro de Lunga desde el sur.

Entre el primero y el 17 de octubre, los japoneses enviaron 15 000 soldados a Guadalcanal, con lo que Hyakutake contó en total con 20 000 soldados para utilizarlos en la ofensiva planeada. Debido a que habían perdido la posición al este del Matanikau, los japoneses concluyeron que un ataque a las defensas a lo largo de la costa sería sumamente difícil, por lo que Hyakutake decidió que la fuerza principal del ataque previsto fuera al sur del Campo Henderson. Su 2.ª División (aumentada por las tropas de la 38.ª División), al mando del teniente general Masao Maruyama y compuesta por 7000 soldados divididos en tres regimientos de tres batallones cada uno, recibió instrucciones de marchar a través de la jungla y atacar las defensas estadounidenses desde el sur, cerca de la ribera este del río Lunga. La fecha del ataque se fijó para el 22 de octubre, aunque más tarde se cambió para el 23. Para distraer a los estadounidenses del ataque desde el sur, la artillería pesada de Hyakutake más cinco batallones de infantería (alrededor de 2900 soldados) a cargo del mayor general Tadashi Sumiyoshi atacarían las defensas del oeste a lo largo del corredor costero. Los japoneses estimaban que alrededor de 10 000 soldados estadounidenses se encontraban en la isla, cuando en realidad había cerca de 23 000.
El 12 de octubre una compañía de ingenieros japoneses comenzó a trazar un camino, llamado «Camino Maruyama», desde el Matanikau hacia la parte sur del perímetro. Los 24 kilómetros de camino atravesaban algunos de los terrenos más difíciles de Guadalcanal, incluyendo ríos, arroyos, barrancos profundos y lodosos, crestas empinadas y densa jungla. Entre el 16 y el 18 de octubre la 2.ª División comenzó a marchar por dicho camino.
Para el día 23, las tropas de Maruyama aún luchaban por avanzar entre la jungla para alcanzar las líneas enemigas. Esa misma tarde, después de enterarse de que sus tropas aún no llegaban a sus posiciones de ataque, Hyakutake pospuso el ataque para las 19:00 del día 24. Los estadounidenses desconocían el avance de las fuerzas de Maruyama.
Sumiyoshi fue informado por personal de Hyakutake de que la ofensiva se había pospuesto para el 24 pero fue incapaz de contactar a sus tropas para informarles del cambio, por lo que al crepúsculo del 23 dos batallones del 4.º Regimiento de Infantería y nueve tanques de la 1.ª Compañía Independiente de Tanques atacaron las defensas en la boca del Matanikau. Artillería, cañones y armas ligeras se utilizaron para repeler la agresión, destruyendo todos los tanques, matando a muchos de los soldados japoneses y recibiendo pocas bajas.

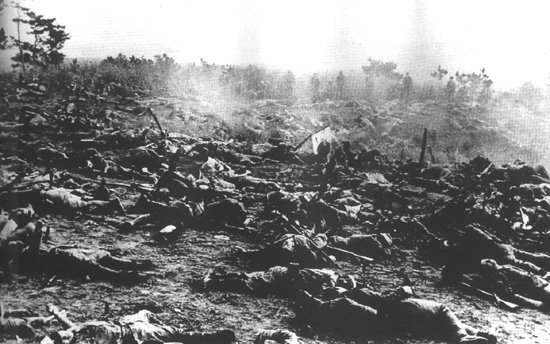
Soldados muertos de la 2.ª División cubren el campo de batalla después del fallido ataque del 25 y 26 de octubre.

Finalmente, el 24 las tropas de Maruyama llegaron al perímetro de Lunga, donde por dos noches consecutivas llevaron a cabo numerosos e infructuosos ataques frontales a las posiciones defendidas por el 1.er Batallón del 7.ª Regimiento de Marines al mando del teniente coronel Chesty Puller y el 3.er Batallón del 164.º Regimiento de Infantería, al mando del teniente coronel Robert K. Hall. Para repeler el ataque japonés se utilizaron fusiles, morteros, artillería, así como proyectiles antitanque de 37 mm, lo que causó «una carnicería terrible» en las tropas japonesas. Algunos pequeños grupos de soldados japoneses pudieron atravesar las defensas, pero todos fueron encontrados y muertos durante los días siguientes. Más de 1500 soldados de las tropas de Maruyama murieron durante los ataques, mientras que en el bando estadounidense fallecieron 60.
Por su participación en estas acciones, el sargento John Basilone del 1.er Batallón del 7.ª Regimiento de la 1.ª División de Marines, fue condecorado con la Medalla de Honor.
Durante esos dos días los aviones del Campo Henderson respondieron el ataque de barcos y aeronaves japonesas, destruyendo 14 aviones y hundiendo un crucero ligero.
Más ataques posteriores fueron repelidos cerca del Matanikau el 26 de octubre, lo que también ocasionó severas bajas al bando japonés. Como resultado, a las 08:00 horas de ese día, Hyakutake ordenó cesar los ataques y pidió a sus tropas que se retiraran. Cerca de la mitad de los sobrevivientes de las tropas de Maruyama recibieron instrucciones de replegarse hacia el valle del Matanikau, mientras que al 230.º Regimiento de Infantería, bajo las órdenes del Coronel Toshinari Shōji, se le ordenó dirigirse a Punta Koli, al este del perímetro de Lunga. Los guías de la 2.ª División arribaron a los cuarteles generales del 17.º Ejército en el área de Kokumbona el 4 de noviembre. El mismo día, la unidad de Shoji llegó a Punta Koli y montó un campamento allí. Diezmados por las muertes durante la batalla, las heridas, malnutrición y enfermedades tropicales, la 2.ª División fue incapaz de efectuar más acciones ofensivas, por lo que actuaría a la defensiva el resto de la campaña. En total, los japoneses perdieron entre 2200 y 3000 soldados, mientras que alrededor de 80 estadounidenses resultaron muertos.

### Batalla de las Islas Santa Cruz

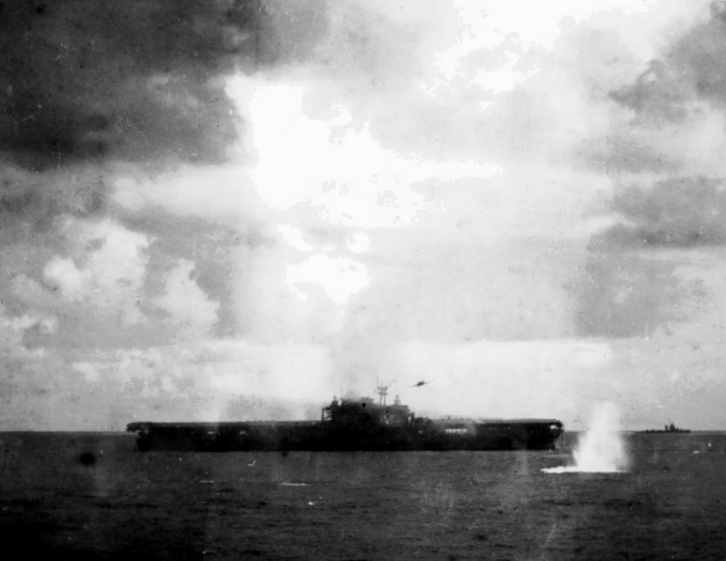
El es torpedeado y severamente dañado el 26 de octubre.

Al mismo tiempo en que las tropas de Hyakutake atacaban el perímetro de Lunga, portaaviones japoneses así como otros buques de guerra, bajo la dirección de Isoroku Yamamoto, se movilizaron cerca de las Salomón del sur. Desde esta ubicación las fuerzas navales esperaban encontrarse y derrotar a las fuerzas navales estadounidenses, especialmente portaaviones, que habían respondido al ataque terrestre de Hyakutake. Portaaviones que se encontraban en el área bajo el mando de William Halsey, Jr. también esperaban encontrarse con la flota japonesa.
Las dos flotas de portaaviones se enfrentaron la mañana del 26 de octubre en lo que se conoce como la batalla de las islas Santa Cruz. Después de un intercambio de ataques aéreos, los buques aliados se vieron obligados a retirarse después del hundimiento del portaaviones USS Hornet y después de que el USS Enterprise fuera seriamente dañado. La flota japonesa también decidió retirarse debido a la gran cantidad de bajas de aeronaves así como importantes daños sufridos en dos portaaviones (el Shōkaku y el Zuihō). Los portaaviones japoneses no volvieron a tener un rol protagónico durante la campaña después de esta derrota.

### Acciones en tierra durante noviembre
Con la finalidad de aprovechar la victoria durante la batalla del Campo Henderson, Vandergrift envió seis batallones de Marines, a los cuales después se les unió un batallón del Ejército, a una ofensiva al oeste del Matanikau. La operación fue comandada por Merritt Edson y su objetivo era apoderarse de Kokumbona, cuartel del 17.º Ejército, al oeste de Punta Cruz. Defendiendo el área de Punta Cruz se encontraban las tropas del 4.º Regimiento de Infantería al mando de Nomasu Nakaguma. Este regimiento se encontraba gravemente diezmado debido a los estragos de la batalla anterior, enfermedades tropicales y malnutrición.

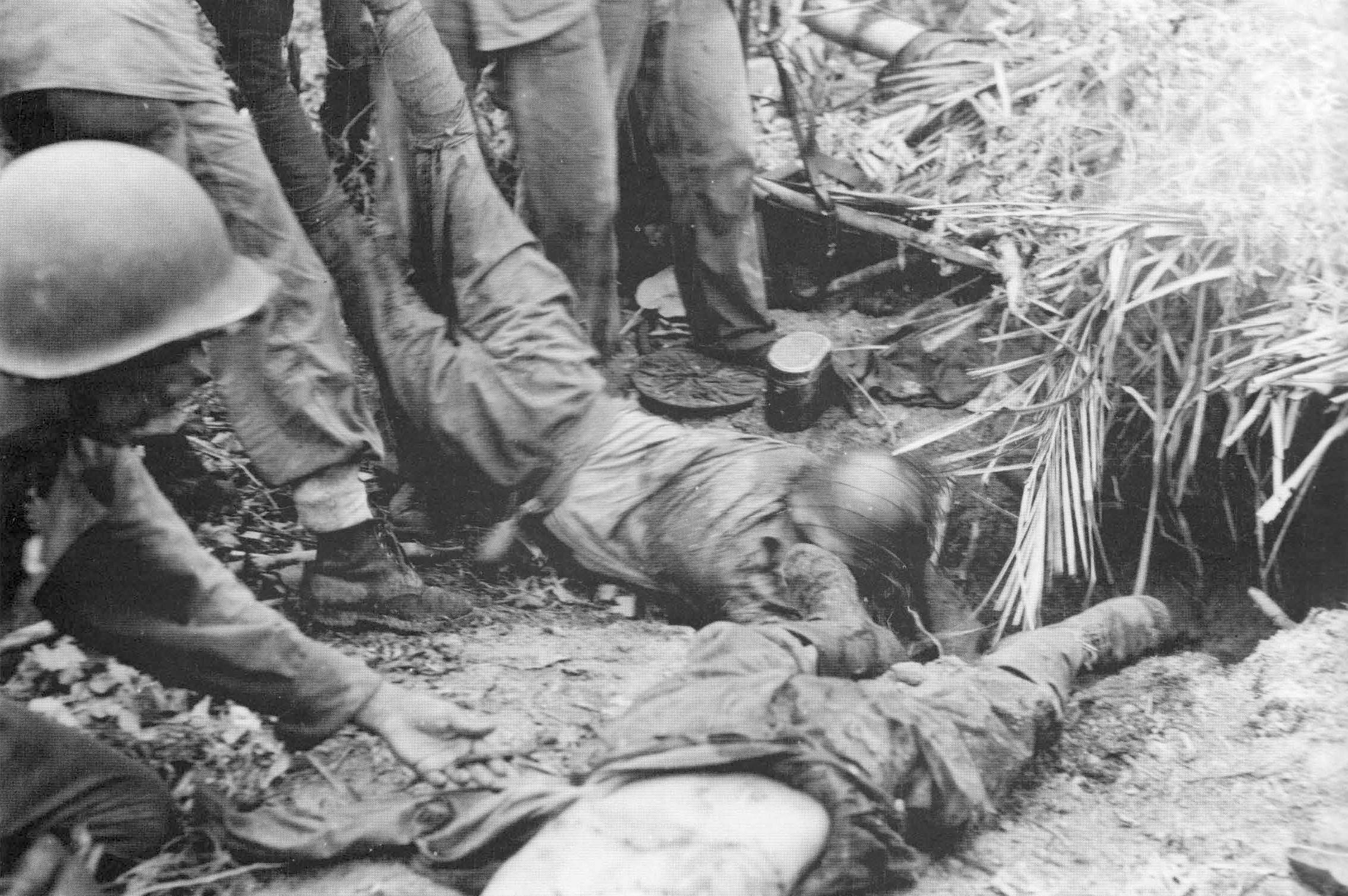
Marines de los Estados Unidos arrastran fuera de una casamata los cuerpos de soldados japoneses muertos durante la batalla de comienzos de noviembre.

El ataque estadounidense comenzó el 1 de noviembre y después de cierta dificultad tuvieron éxito en terminar con las tropas japonesas que defendían el área de Punta Cruz para el día 3, incluyendo tropas en la retaguardia que habían sido enviadas para reforzar el batallón de Nakaguma. Todo parecía indicar que las tropas estadounidenses romperían las defensas japonesas y tomarían Kokumbona, pero descubrieron tropas que acababan de desembarcar cerca de Punta Koli, en el lado occidental del perímetro de Lunga, por lo que Vandergrift detuvo temporalmente la ofensiva el 4 de noviembre. Durante estos enfrentamientos los japoneses perdieron alrededor de cuatrocientos soldados, mientras que los estadounidenses contaron setenta y un muertos en sus filas.
La mañana del 3 de noviembre, cinco destructores desembarcaron a 300 soldados en Punta Koli con la finalidad de que estos auxiliaran a Shōji, quien se encontraba en camino hacia allí después de la batalla en el Campo Henderson. Al enterarse del desembarco planeado, Vandergrift envió un batallón de Marines al mando de Herman H. Hanneken para que interceptaran a los japoneses. Poco después de desembarcar, los soldados japoneses lograron que los Marines se replegaran, por lo que Vandergrift ordenó que el batallón de Puller, dos batallones de la 164.ª de infantería y el batallón de Hanneken avanzaran hacia Punta Koli para atacar nuevamente a los japoneses.
Al momento en que las tropas estadounidenses comenzaron a avanzar, Shōji y sus hombres comenzaron a llegar a Punta Koli. Comenzando el 8 de noviembre, las tropas Aliadas intentaron rodear a las fuerzas de Shōji en el arroyo Gavaga. Mientras tanto, Hyakutake le ordenó a Shōji que abandonara su posición y se reintegrara a las fuerzas estacionadas en Kokumbona. Entre las líneas enemigas existía una brecha por la que se podía pasar, un lago pantanoso por el que Shōji y entre 2000 y 3000 soldados escaparon hacia la jungla. El 12 de noviembre los soldados estadounidenses atacaron a los soldados que se habían quedado atrapados entre sus líneas. Después del combate se contaron entre 450 y 475 cuerpos de soldados japoneses, además de que arrebataron la mayoría de las armas pesadas y provisiones a los japoneses. Por el bando de los aliados 40 soldados murieron y 120 resultaron heridos.

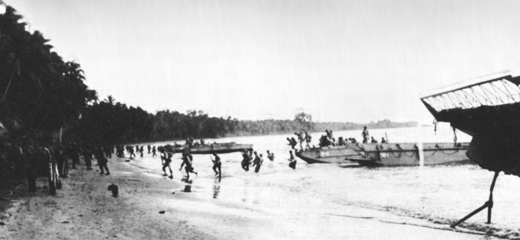
Los Raiders de Carlson en la orilla de la bahía Aola el 4 de noviembre.

El 4 de noviembre dos compañías de asalto de los Marines (Marine Raiders), comandados por el teniente coronel Evans Carlson, arribaron en bote a la bahía Aola, a 64 kilómetros al este de Punta Lunga. Los Raiders, junto con tropas pertenecientes al 147.º Regimiento de Infantería, tenían por objeto proveer seguridad a 500 Seabees en su intento de construir en ese lugar un aeródromo que Hasley, por recomendación de Turner, había aprobado construir. La construcción fue abandonada para finales de noviembre debido a lo inconveniente del terreno.
El 5 de noviembre, Vandergrift ordenó a Carlson que marchara junto con sus hombres en búsqueda de las fuerzas de Shōji que habían escapado a Punta Koli. Junto con el resto de las compañías de su batallón, las cuales llegaron poco después, Carlson y sus hombres partieron hacia un patrullaje de 29 días desde Aola hacia el perímetro de Lunga. Durante los patrullajes lucharon en varias batallas con las fuerzas de Shōji, matando a cerca de 500 soldados y sufriendo 16 bajas. Las bajas sufridas en combate, enfermedades tropicales, así como la falta de comida, enfermaron a muchos de los hombres de Shōji. Cuando las fuerzas de Shōji alcanzaron el río Lunga a mediados de noviembre, sólo 1300 hombres quedaban en el cuerpo principal, y para cuando llegaron a la posición del 17.º Ejército al oeste del Matanikau, sólo quedaban entre 700 u 800 sobrevivientes. La mayor parte de ellos se unieron a otras unidades que defendían el monte Austen y el área superior del río Matanikau.
Los transportes Tokyo Express del 5, 7 y 9 de noviembre desembarcaron tropas adicionales pertenecientes a la 38.ª División de Infantería, incluyendo la mayor parte del 228.º Regimiento de Infantería, en Guadalcanal. Las tropas recién llegadas rápidamente fueron enviadas a Punta Cruz y al área del Matanikau con la finalidad de resistir los ataques estadounidenses, los cuales se produjeron entre el 10 y 18 de noviembre. Ambos bandos se continuaron enfrentando a lo largo de la línea de combate justo al oeste de Punta Cruz durante seis semanas.

### Batalla naval de Guadalcanal
Después de la derrota durante la batalla del Campo Henderson, el Ejército Imperial Japonés planeó retomar el aeródromo en noviembre pero se necesitaban más refuerzos para poder continuar con la operación. Por tal motivo, el ejército solicitó a Yamamoto que hiciera los traslados pertinentes a las islas así como su apoyo durante la ofensiva. Yamamoto proveyó 11 grandes barcos de transporte para llevar los 7000 soldados restantes de la 38.ª División de Infantería, sus municiones, comida y equipo pesado desde Rabaul a Guadalcanal. También envió una fuerza de buques de guerra, que incluía dos acorazados. Los dos acorazados, el Hiei y el Kirishima, equipados con munición especial de fragmentación, bombardearían el Campo Henderson el 12 y 13 de noviembre con el objetivo de dejarlo inoperante y destruir sus aviones para permitir que los lentos barcos pudieran llegar hasta Guadalcanal y desembarcar al día siguiente. La fuerza naval estaba comandada por el recién promovido Vicealmirante Hiroaki Abe.
A comienzos de noviembre, la inteligencia Aliada tuvo conocimiento de que los japoneses estaban preparando un nuevo intento por retomar el campo de aviación, por lo que la TF67 fue enviada a Guadalcanal el 11 de noviembre. Los refuerzos incluían dos batallones de infantería, municiones y comida. Los barcos de suministro fueron protegidos por dos grupos especiales al mando de los contraalmirantes Daniel J. Callaghan y Norman Scott, además de aviones provenientes del Campo Henderson. Los barcos fueron atacados en varias ocasiones entre el 11 y 12 de noviembre por aviones japoneses que salían de Rabaul y hacían escala en la base aérea de Buin, Boungainville, aunque la mayoría de ellos pudo descargar sin daños serios.
Una nave de reconocimiento detectó el acercamiento de la fuerza de bombardeo de Abe, por lo que envió una señal de alerta a los mandos Aliados. Turner decidió utilizar todos los barcos de combate disponibles para proteger a las tropas que se encontraban en la playa así como las que estaban desembarcando del ataque naval japonés. Además, ordenó que los barcos de suministro que se encontraban en Guadalcanal salieran la noche del 12 de noviembre.
Alrededor de la 01:30 del 13 de noviembre, la flota de Callaghan (compuesta por dos cruceros pesados, tres cruceros ligeros y ocho destructores) interceptó el grupo de bombardeo japonés entre Guadalcanal y la isla de Savo. Además de los dos acorazados, la flota de Abe incluía un crucero ligero y once destructores. En una oscuridad total, ambas flotas se entremezclaron antes de abrir fuego a una distancia inusualmente corta. Como resultado todos los barcos de Callaghan resultaron hundidos o severamente dañados salvo por un crucero y un destructor, además de que tanto Callaghan como Scott murieron en el combate. Los dos destructores japoneses fueron hundidos, mientras que el Hiei y otro destructor resultaron severamente dañados. A pesar de la derrota de la flota Aliada, Abe ordenó a sus barcos que se retiraran sin bombardear el Campo Henderson. El Hiei se hundió más tarde ese mismo día después de repetidos ataques de aeronaves del portaaviones USS Enterprise. Debido a que el Campo Henderson no había sido neutralizado, Yamamoto ordenó al convoy de transporte, al mando de Raizo Tanaka y ubicado cerca de las islas Shortland, que esperara un día más antes de salir hacia Guadalcanal. Ordenó también a Nobutake Kondo que armara otra fuerza de bombardeo utilizando los barcos que se encontraban en Truk y los de Abe para que atacaran el aeródromo el 15 de noviembre.
Mientras tanto, alrededor de las 02:00 del 14 de noviembre, un crucero y un destructor procedentes de Rabaul y al mando de Gunichi Mikawa llevaron a cabo un bombardeo sobre el Campo Henderson. El bombardeó causó algunos daños pero falló en su objetivo de dejar inoperante el campo de aviación o la mayoría de los aviones. Al retirarse Mikawa nuevamente a Rabaul, el convoy de transporte de Tanaka comenzó su viaje a Guadalcanal confiando en que el aeródromo había sido severamente dañado. Durante ese día, aviones del Campo Henderson y del Enterprise atacaron tanto a la flota de Mikawa como la de Tanaka, hundiendo un crucero pesado y siete barcos de transporte. La mayoría de las tropas pudieron ser rescatadas de los barcos hundidos gracias a los destructores que los iban escoltando y fueron regresados a las Shortland. Después de anochecer, Tanaka y los cuatro transportes restantes continuaron su camino a Guadalcanal mientras que la flota de Kondo se aproximaba a bombardear el Campo Henderson.

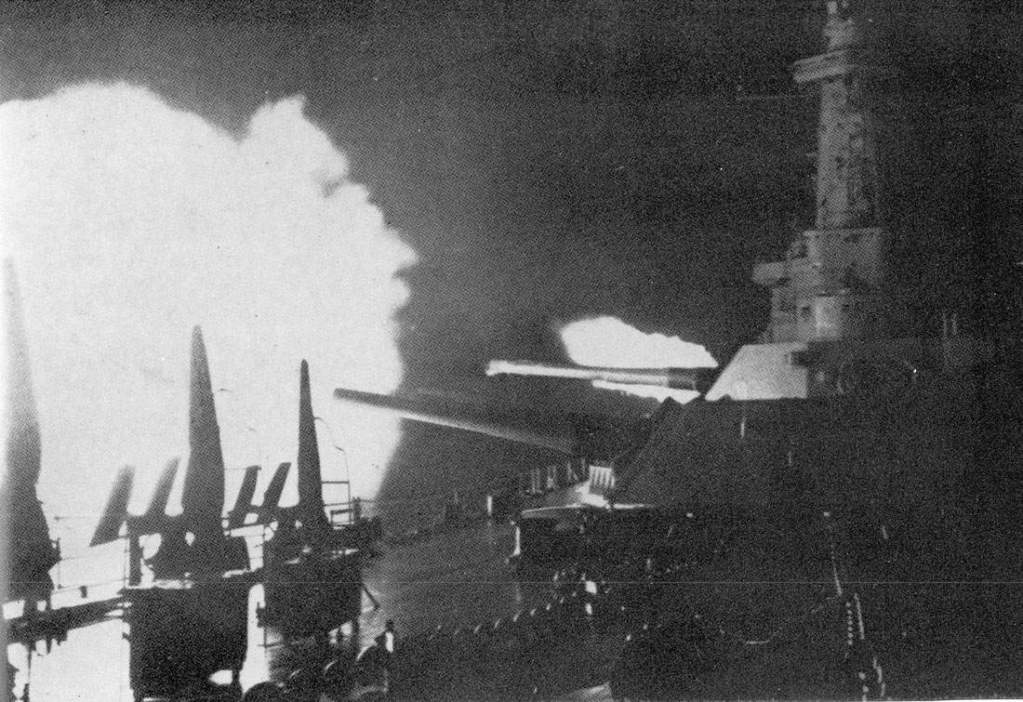
El acorazado dispara en contra del acorazado Kirishima.

Con el afán de interceptar la flota de Kondo, Halsey, quien contaba con pocos barcos no dañados, se desprendió de dos acorazados, el USS Washington y el USS South Dakota, así como cuatro destructores de la fuerza especial Enterprise. La flota estadounidense, al mando de Willis A. Lee (quien se encontraba a bordo del Washington) llegó a Guadalcanal y la isla de Savo justo antes de la medianoche del 14 de noviembre, poco antes de que la fuerza de bombardeo japonesa arribara al lugar. La flota de Kondo consistía en el Kirishima, dos cruceros pesados, dos cruceros ligeros y nueve destructores. Después de que ambas flotas hicieron contacto, los japoneses rápidamente hundieron tres destructores estadounidenses y dañaron severamente un cuarto. Posteriormente, la flota japonesa divisó, abrió fuego y dañó al South Dakota. Mientras que esto sucedía, el Washington se acercó a los barcos japoneses sin ser visto y abrió fuego contra el Kirishima, disparándole repetidamente y causándole daños fatales. Después de perseguir infructuosamente al Washington rumbo a las islas Russell, Kondo dio la orden de retirarse sin haber bombardeado el Campo Henderson. Además, durante el combate otro destructor japonés resultó hundido.
Mientras la flota japonesa se retiraba, los barcos japoneses de transporte se embarrancaron cerca de Tassafaronga a las 04:00 y rápidamente comenzaron a descargar. A las 05:55 aviones y artillería estadounidense comenzaron a atacar a los transportes, destruyendo a los cuatro junto con casi toda la carga que llevaban. Solo alrededor de 2000 a 3000 soldados pudieron desembarcar. Debido al fracaso de esta acción, el ataque planeado para ese mes al Campo Henderson tuvo que ser cancelado.
El 26 de noviembre el teniente general Hitoshi Imamura tomó el mando del recién formado 8.º Ejército de Área en Rabaul. El nuevo mando abarcó tanto al 17.º Ejército de Hyakutake como al 18.º que se encontraba en Nueva Guinea. Una de las primeras prioridades de Imamura tras asumir el control fue el de continuar con los esfuerzos para retomar el Campo Henderson y Guadalcanal, sin embargo la ofensiva de los Aliados en Buna, Nueva Guinea, cambió sus prioridades. Ya que el intento de los Aliados de tomar Buna fue considerado como una amenaza más seria a Rabaul, Imamura pospuso el arribo de más refuerzos a Guadalcanal con el objetivo de concentrarse en la nueva situación de Nueva Guinea.

### Batalla de Tassafaronga
Los japoneses continuaron teniendo dificultades al enviar suficientes suministros para mantener a sus tropas en Guadalcanal. Intentos de utilizar solamente submarinos durante las dos últimas semanas de noviembre fallaron pues no podían enviar suficiente comida para las tropas de Hyakutake. Otro intento por establecer bases en las islas centrales de las Salomón desde las cuales pudieran enviarse barcazas en convoy también falló debido al ataque aéreo Aliado. El 26 de noviembre, el 17.º Ejército le informó a Imamura que estaban enfrentando una crisis debido a la falta de alimentos. Algunas unidades del frente de batalla no habían sido reabastecidas en seis días, incluso algunas tropas ubicadas en la retaguardia se encontraban a la tercera parte de raciones. Esta situación obligó a que nuevamente se utilizaran destructores para enviar los suministros necesarios a Guadalcanal.
Personal de la 8.ª Flota desarrolló un plan para ayudar a que se redujera el riesgo para los destructores que hacían las entregas. El plan consistía en utilizar bidones de combustible o aceite, los cuales serían limpiados y rellenados con suministros médicos y alimentos, pero con suficiente espacio vacío para que el aire interior permitiera que el bidón flotara, siendo además atados entre sí. Cuando los destructores llegaran a Guadalcanal harían un viraje brusco y se soltarían los bidones, que caerían al mar por la borda. Después, un nadador o un bote irían a la boya del extremo de la cuerda que unía los bidones, para remolcarlos a la orilla, donde los soldados podrían transportar los suministros.

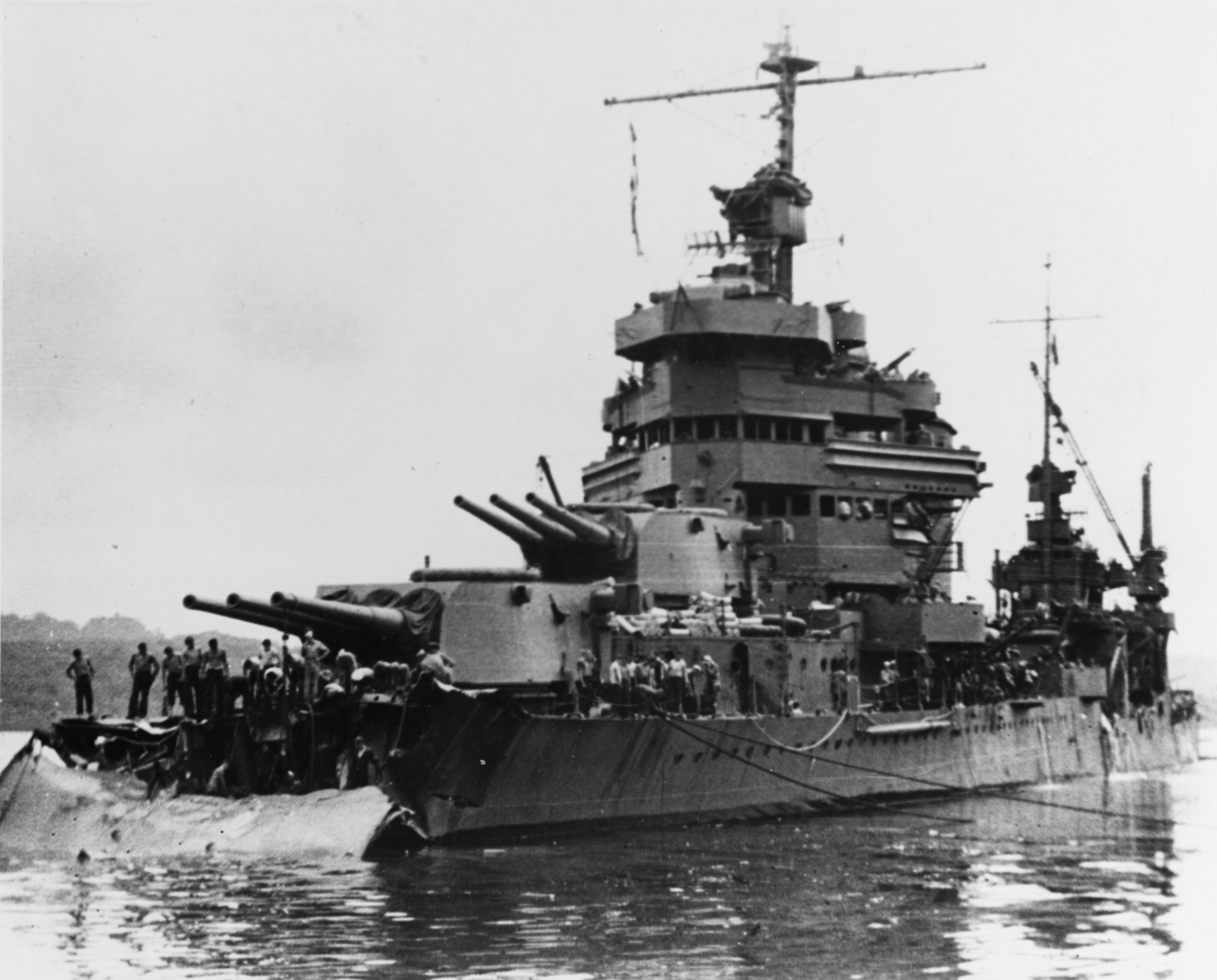
El fue alcanzado por un torpedo durante la batalla.

La Unidad de Refuerzo de la 8.ª Flota en Guadalcanal, en ese momento comandada por Raizo Tanaka, recibió la tarea de hacer la primera de las cinco entregas de suministros utilizando el método de los bidones, la cual se realizaría la noche del 30 de noviembre. La unidad de Tanaka contaba con ocho destructores, seis de los cuales llevarían entre 200 y 240 bidones cada uno. Vía reportes de inteligencia, Hasley se enteró del intento de los japoneses de llevar suministros, por lo que giró instrucciones para que la TF67, que comprendía cuatro cruceros y cuatro destructores al mando del Contraalmirante Carleton H. Wright, interceptara a la flota de Tanaka. Dos destructores adicionales procedentes de Espíritu Santo se unieron a la fuerza de Wright durante su viaje a Guadalcanal.
A las 22:40 del 30 de noviembre las fuerzas japonesas arribaron a Guadalcanal y se prepararon a descargar los bidones. Mientras tanto, la flota estadounidense se acercaba al Estrecho del Fondo de Hierro desde la dirección contraria. Los destructores estadounidenses detectaron en el radar a los japoneses, por lo que el comandante del destructor pidió permiso para atacar con torpedos. Wright esperó cuatro minutos antes de conceder el permiso, por lo que los barcos de Tanaka pudieron salir de una posición donde los estadounidenses podían atacar de forma óptima. Todos los torpedos lanzados fallaron, pero los cruceros abrieron fuego, destruyendo un destructor escolta japonés. El resto de los buques abandonaron la misión de suministro, aumentaron la velocidad, viraron y lanzaron un total de 44 torpedos en dirección a los cruceros estadounidenses. Los torpedos impactaron y hundieron al crucero USS Northampton y dañaron seriamente a los cruceros USS Minneapolis, USS New Orleans y USS Pensacola. El resto de los destructores japoneses escaparon sin daño alguno, pero fallaron en su intento de entregar las provisiones.
Para el 7 de diciembre, las tropas de Hyakutake perdían en promedio cincuenta hombres debido a la malnutrición, enfermedades, así como ataques en tierra y aéreos por parte de los estadounidenses. Durante los días 3, 7 y 11 de diciembre se realizaron intentos por entregar las provisiones necesarias pero todos fallaron en aminorar la crisis. Durante dichos intentos un destructor japonés fue hundido debido al impacto del torpedo de una PT Boat.

### Operación Ke
El 12 de diciembre la Armada Imperial Japonesa propuso que Guadalcanal fuera abandonado. Al mismo tiempo, varios oficiales del Ejército en el Cuartel General Imperial también sugirieron que los esfuerzos por retomar Guadalcanal serían imposibles. Una delegación encabezada por el coronel Joichirō Sanada visitó Rabaul el 19 de ese mismo mes y consultó la situación con Imamura y su personal. A su regreso a Tokio, la recomendación de Sanada fue que se abandonara Guadalcanal, con lo que los líderes del Cuartel General estuvieron de acuerdo. El día 26 de diciembre se ordenó al personal que comenzaran a desarrollar los planes para la evacuación de Guadalcanal, se estableciera una nueva línea defensiva en las Salomón centrales y que se cambiara la prioridad a la campaña en Nueva Guinea.
El 28 de diciembre, el general Hajime Sugiyama y el almirante Osami Nagano informaron personalmente al emperador Shōwa la decisión de retirar las tropas de Guadalcanal, decisión que fue apoyada formalmente por él el día 31.
En secreto se comenzó a preparar la evacuación, llamada «Operación Ke», programada para que diera comienzo a finales de enero de 1943.

### Batalla del Monte Austen, Galloping Horse y Seahorse

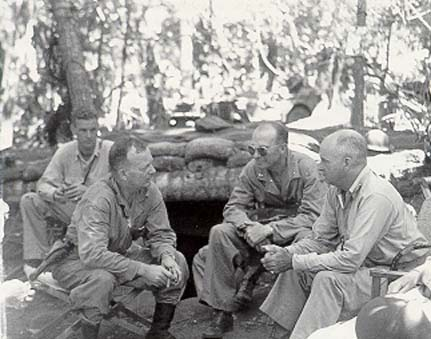
El Mayor general del Ejército de los Estados Unidos Alexander Patch (centro) sucedió a Vandegrift (derecha) el 9 de diciembre de 1942.

En diciembre la 1.ª División de Marines fue retirada para su recuperación y en el transcurso del mes siguiente el XIV Cuerpo de Ejército de los Estados Unidos tomó el control de las operaciones en la isla. Además, el Mayor general Alexander Patch reemplazó a Vandergrift como comandante de las fuerzas aliadas en Guadalcanal, que para enero sumaban 50 000 soldados.
El 18 de diciembre tropas aliadas (principalmente del Ejército de los Estados Unidos) comenzaron a atacar las posiciones japonesas en el Monte Austen. Una posición fortificada llamada Gifu detuvo el ataque de los Aliados, por lo que tuvieron que suspender temporalmente la ofensiva el 4 de enero.
Los Aliados reanudaron la ofensiva el 10 de enero, atacando nuevamente a las tropas japonesas que se encontraban en el monte Austen, así como en dos crestas cercanas conocidas como «Seahorse» y «Galloping Horse». Después de algunas dificultades, los aliados conquistaron las tres posiciones el 23 de enero. Al mismo tiempo, infantes de marina estadounidenses avanzaron a lo largo de la costa norte de la isla, matando a tres mil enemigos a costa de doscientos cincuenta muertos propios.

### Evacuación
El 14 de enero, un buque del Tokyo Express desembarcó un batallón con la finalidad de que este sirviera como retaguardia para la evacuación, denominada «operación Ke». Con ellos además se encontraba un oficial procedente de Rabaul, quien notificó a Hyakutake la decisión de retirarse. Al mismo tiempo, acorazados y aviones japoneses se pusieron en posición alrededor de Rabaul y Boungainville para llevar a cabo la operación de retirada. Inteligencia aliada detectó los movimientos enemigos, pero los malinterpretaron como un nuevo intento por retomar el Campo Henderson y Guadalcanal.

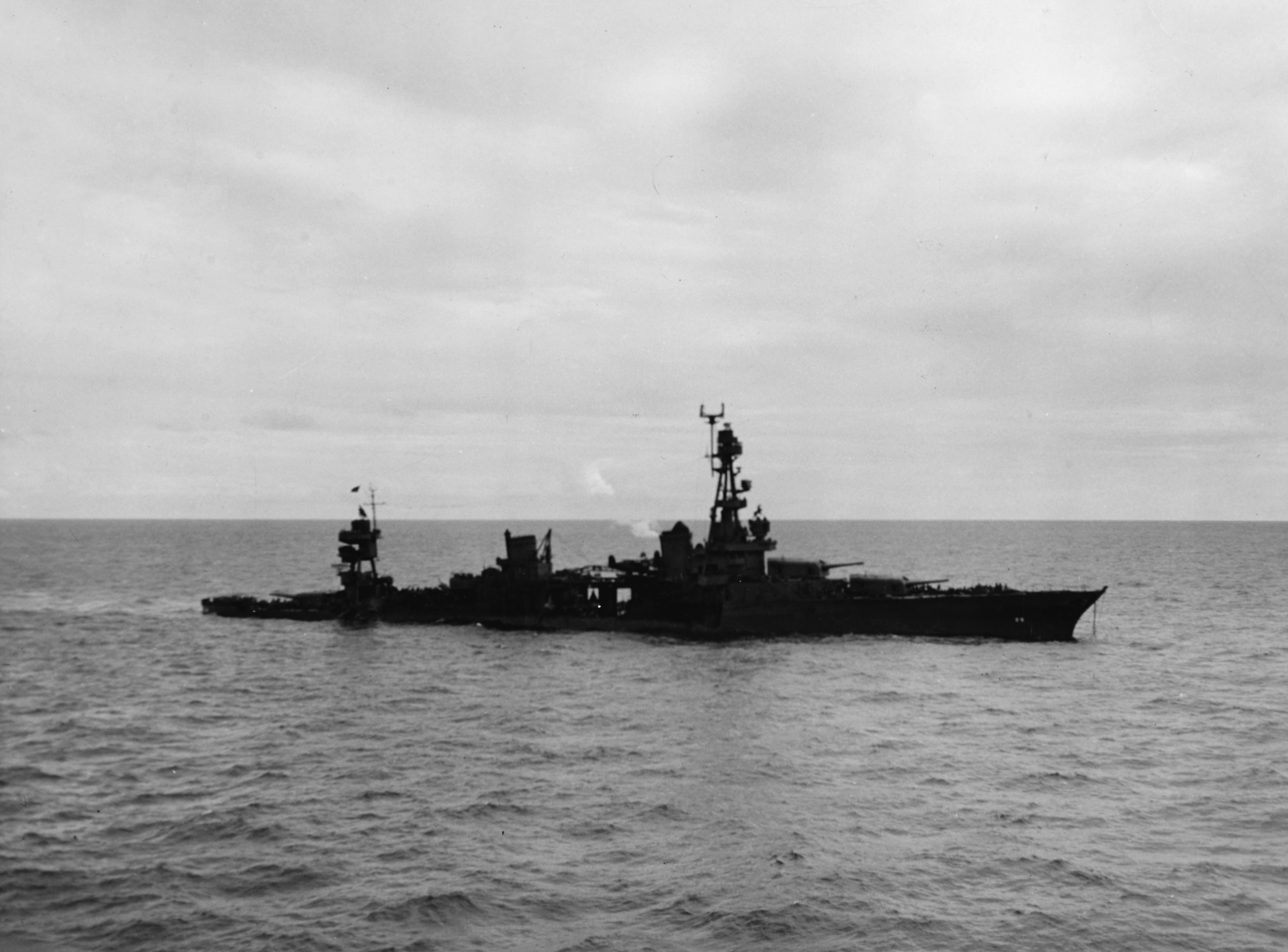
El mientras se hunde el 30 de enero durante la Batalla de la isla Rennell.

Patch, seguro de que se enfrentarían a un inminente ataque japonés, envió solo a un pequeño grupo de soldados para que continuaran con la ofensiva en contra de las tropas japonesas. El 29 de enero, Halsey, pensando del mismo modo que Patch, envió un convoy a Guadalcanal para resurtir suministros acompañados por una flota de cruceros. Torpederos avistaron el convoy esa misma tarde y atacaron el crucero USS Chicago, dañándolo severamente. Al día siguiente más torpederos atacaron al crucero, hundiéndolo. Halsey ordenó que el resto del convoy regresara a la base y posteriormente se dirigiera con el resto de las fuerzas al Mar de Coral, al sur de Guadalcanal, para que se mantuvieran listos para contraatacar la supuesta próxima ofensiva.
Mientras tanto, el 17.º Ejército japonés se retiró de la costa oeste de Guadalcanal mientras tropas en la retaguardia respondían la ofensiva aliada. La noche del 1 de febrero 20 destructores de la 8.ª Flota de Mikawa al mando de Shintaro Hashimoto exitosamente retiraron del lugar a 4935 soldados, la mayoría perteneciente a la 38.ª división. Durante la misión de evacuación tanto japoneses como estadounidenses perdieron un destructor cada uno a causa de ataques aéreos y navales.
Durante las noches del 4 y 7 de febrero, Hashimoto completó la evacuación de la mayoría de las tropas restantes por medio de sus destructores. Salvo algunos ataques aéreos, las fuerzas aliadas -aún anticipando una gran ofensiva japonesa- no hicieron ningún intento por interceptar a los destructores que estaban evacuando a las tropas. En total, alrededor de 10 652 soldados fueron evacuados de Guadalcanal. Unos días después, el 9 de febrero, Patch descubrió que los japoneses habían abandonado la isla, por lo que la declaró segura. De este modo concluyó la campaña.

## Consecuencias e importancia

### Consecuencias

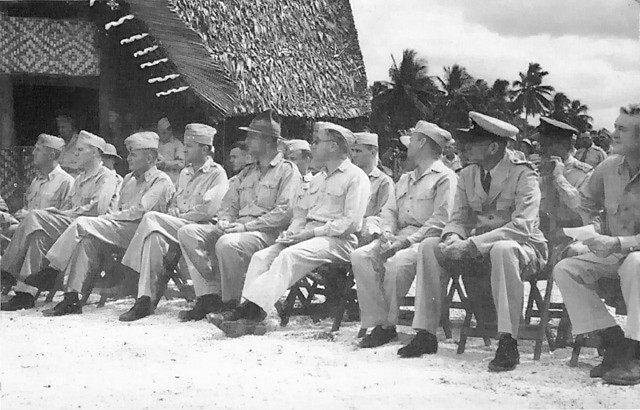
Asamblea de comandantes Aliados en Guadalcanal en agosto de 1943, durante la cual planean la siguiente ofensiva en contra de Japón en las Salomón, parte de la «Operación Cartwheel».

Después de la retirada japonesa de Guadalcanal, tanto ésta como Tulagi se convirtieron en las bases más importantes para apoyar el avance Aliado a lo largo de la cadena de las islas Salomón. Además del Campo Henderson se construyeron dos pistas más en Punta Lunga y un aeródromo para bombarderos en Punta Koli. Se construyeron gran cantidad de puertos e instalaciones logísticas en Guadalcanal, Tulagi y Florida. El anclaje alrededor de Tulagi se convirtió en una importante base avanzada para los buques de guerra aliados así como para los barcos de transporte que apoyaron la campaña de las islas Salomón. Además, Guadalcanal sirvió para alojar en cuarteles una gran cantidad de unidades terrestres antes de que partieran hacia las Salomón.
Después de la campaña de Guadalcanal los japoneses claramente asumieron un rol defensivo en la guerra. El constante esfuerzo por reforzar la isla debilitó el avance japonés en otros frentes, lo que además contribuyó a que australianos y estadounidenses pudieran contraatacar exitosamente en Nueva Guinea, lo cual culminó en la conquista de las bases de Buna y Gona a principios de 1943. Los Aliados lanzaron en junio la «Operación Cartwheel», la cual, después de una modificación en agosto de 1943, formalizó la estrategia de aislar Rabaul y cortar sus líneas de comunicación marítimas. La subsecuente neutralización exitosa de Rabaul, así como las fuerzas que se encontraban allí, facilitó la campaña en el suroeste del Pacífico a cargo del general Douglas MacArthur y la campaña del Pacífico central a cargo del almirante Chester Nimitz, ambas exitosas en su esfuerzo por acercarse a Japón. Las tropas que permanecieron en el área del Pacífico sur, fueron posteriormente derrotadas o neutralizadas por los Aliados mientras la guerra se acercaba a su conclusión.

### Importancia

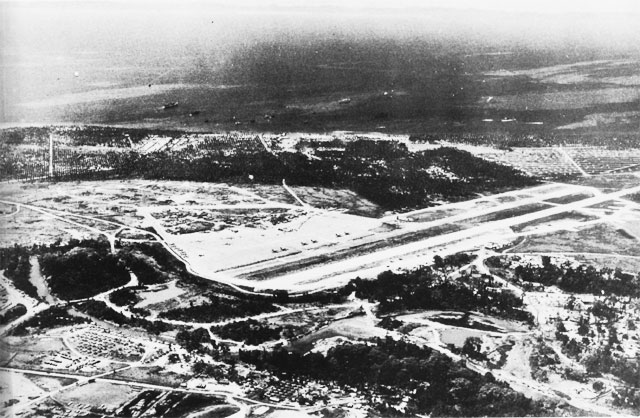
El Campo Henderson en agosto de 1944.

Muchos escritores consideran la batalla de Midway como un punto de inflexión en el frente del Pacífico debido a que fue la primera victoria decisiva de los Aliados en contra de los japoneses, quienes se encontraban aún invictos, además de que detuvo la expansión del Imperio del Japón hacia el este, hacia Hawái y la costa oriental de los Estados Unidos. A pesar de esto, Japón continuó con su expansión hacia el sur del Pacífico. Por otro lado, la política «Europa primero» de los Estados Unidos sólo había permitido acciones defensivas ante la expansión japonesa debido a que los recursos se habían enfocado en derrotar a Alemania. Sin embargo, la propuesta del Almirante King de invadir Guadalcanal, así como su implementación exitosa, convenció al presidente Franklin Roosevelt de que en el Frente del Pacífico también se podía tomar la ofensiva. Para finales de 1942 estaba claro que Japón había perdido la campaña de Guadalcanal, lo que constituyó un duro golpe a los planes estratégicos japoneses de defender el imperio, así como una derrota inesperada frente a los Aliados.
Guadalcanal fue la primera campaña prolongada del Pacífico junto con la simultánea campaña de las islas Salomón. Ambas campañas forzaron las capacidades logísticas de las naciones beligerantes. Para los Estados Unidos significó el desarrollo de un transporte aéreo de combate por primera ocasión. El fracaso de los japoneses de establecer la supremacía en el aire los forzó a confiar el envío de refuerzos por medio de barcazas, destructores y submarinos, con resultados desiguales.

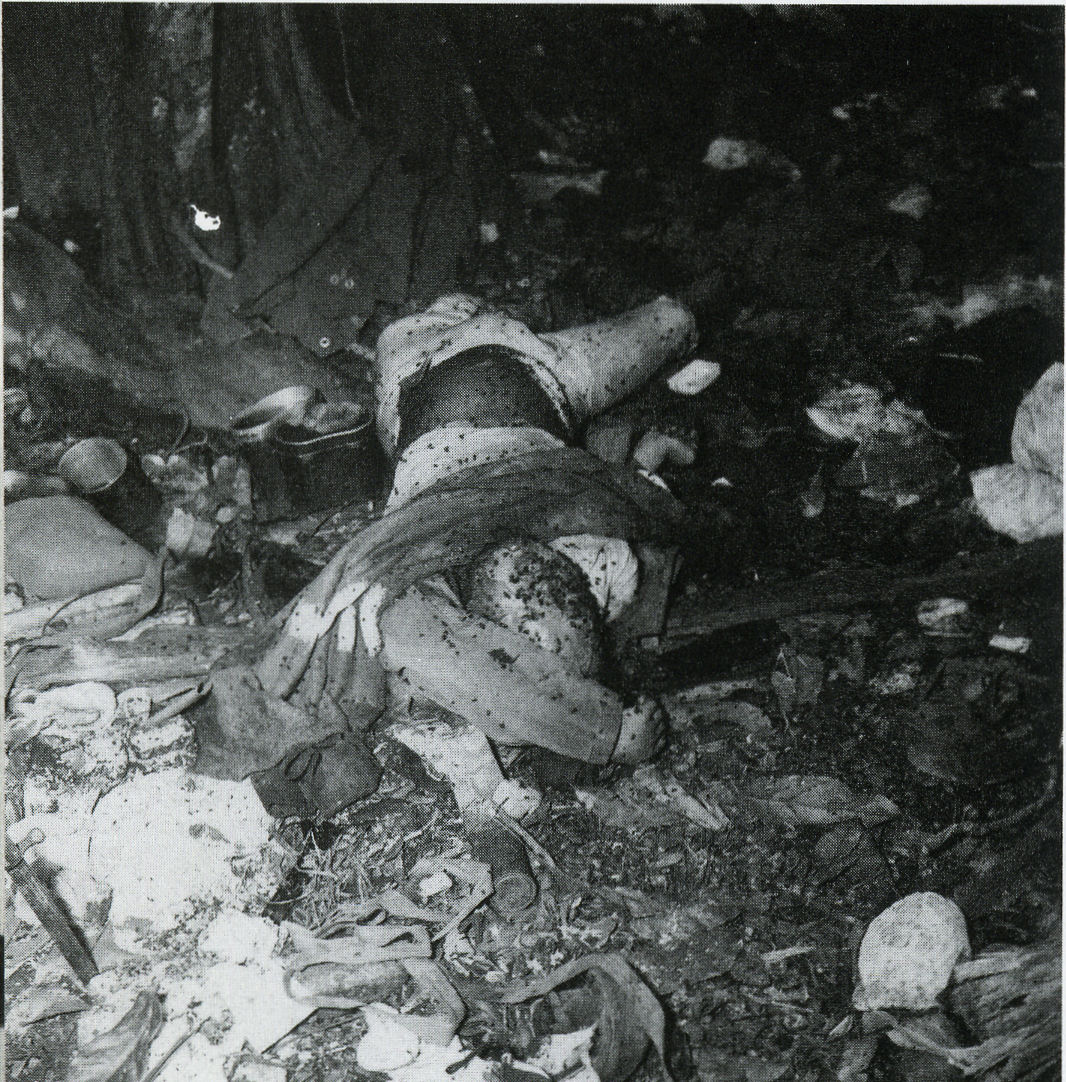
Soldado japonés muerto en Guadalcanal en enero de 1943.

Al inicio de la campaña los estadounidenses vieron entorpecida su misión debido a la falta de recursos al sufrir la pérdida de cruceros y portaaviones, y cuyos reemplazos provendrían de programas para aumentar la construcción que aún estaban a meses de concretarse. La Armada de los Estados Unidos sufrió bajas tan severas de personal durante el conflicto que rehusó publicar totalmente el número de bajas durante años. Los japoneses por otro lado se vieron superados en la capacidad industrial, la cual nunca pudo igualar la de los Estados Unidos. Al ir avanzando la campaña, los japoneses fueron perdiendo unidades que no eran capaces de reemplazar, mientras que los estadounidenses más tarde adquirieron la capacidad de reemplazar e incluso aumentar las unidades.
La campaña en la isla fue sumamente costosa para Japón, no solo en cuanto a daños materiales, sino en cuanto a hombres. Alrededor de 25 000 soldados experimentados fallecieron durante la campaña. La pérdida de recursos contribuyó directamente al fracaso de Japón de lograr sus objetivos en la campaña de Nueva Guinea, además de que perdió el control de las Salomón del sur y la capacidad de interceptar los envíos Aliados a Australia. La mayor base japonesa en Rabaul quedó entonces amenazada directamente por las fuerzas aéreas de los Aliados. Las aeronaves y buques japoneses destruidos o hundidos en esta campaña fueron irremplazables, ya que estaban tripulados por veteranos sumamente entrenados. Por lo tanto, se puede considerar que la victoria de los Aliados en este conflicto supuso el primer paso de una cadena de sucesos que finalmente llevarían a la rendición de Japón, así como la ocupación del país.
Quizá tan importante como la victoria militar lo fue la victoria psicológica. Los Aliados habían derrotado a las mejores fuerzas marítimas, aéreas y terrestres de Japón. Después de Guadalcanal las tropas estadounidenses se enfrentaron con menos temor e intimidación a su enemigo. Adicionalmente, los Aliados comenzaron a ver el desarrollo de la campaña en el Pacífico con un creciente optimismo.
Varios líderes políticos y militares de Japón, incluyendo Naoki Hoshino, Osami Nagano y Torashirō Kawabe, aseguraron poco después que Guadalcanal había sido un punto de inflexión decisivo en el conflicto. Kawabe aseguró: «Como punto de inflexión [de la guerra], cuando la acción positiva cesó o incluso se volvió negativa, fue, siento yo, en Guadalcanal».

## Cultura popular
- Guadalcanal Diary, de 1943 dirigida por Lewis Seiler narra la historia de las tropas militares estadounidenses en la Batalla de Guadalcanal en la Segunda Guerra Mundial
- La delgada línea roja (película de 1998), película dirigida por Terrence Malick y protagonizada por Sean Penn, Adrien Brody y Jim Caviezel. Narra la historia de las tropas militares estadounidenses en la Batalla de Guadalcanal en la Segunda Guerra Mundial.
- The Pacific, miniserie emitida en 2010, que relata parte de los combates en la Guerra del Pacífico.

### Páginas web
- Anderson, Charles R. (1993). «Guadalcanal» (folleto) (en inglés). U.S. Government Printing Office. Consultado el 2 de diciembre de 2009.
- Bullard, Steven (traducción) (2007). Japanese army operations in the South Pacific Area New Britain and Papua campaigns, 1942–43. Senshi Sōshō (translated excerpts). Canberra: Australian War Memorial. ISBN 9780975190487.
- Hough, Frank O.; Ludwig, Verle E. y Shaw, Henry I., Jr. «Pearl Harbor to Guadalcanal». History of U.S. Marine Corps Operations in World War II (en inglés). Consultado el 2 de diciembre de 2009.
- Miller, John, Jr. (1959). «Cartwheel: The Reduction of Rabaul». United States Army in World War II: The War in the Pacific. Office of the Chief of Military History, U.S. Department of the Army. p. 418. Consultado el 2 de diciembre de 2009.
- Miller, John Jr. (1949). «Guadalcanal: The First Offensive». United States Army in World War II (en inglés). Consultado el 2 de diciembre de 2009.
- Parshall, Jon; Bob Hackett, Sander Kingsepp, & Allyn Nevitt. «Imperial Japanese Navy Page (Combinedfleet.com)» (en inglés). Consultado el 2 de diciembre de 2009.
- Shaw, Henry I. (1992). «First Offensive: The Marine Campaign For Guadalcanal». Marines in World War II Commemorative Series (en inglés). Consultado el 2 de diciembre de 2009.
- U.S. Navy. «Chapter XXV: Campaign in the Solomons». Building the Navy's Bases in World War II: History of the Bureau of Yards and Docks and the Civil Engineer Corps, 1940-1946 (en inglés). U.S. Department of the Navy, Bureau of Yards and Docks. Consultado el 2 de diciembre de 2009.
- Zimmerman, John L. (1949). «The Guadalcanal Campaign». Marines in World War II Historical Monograph (en inglés). Consultado el 2 de diciembre de 2009.